# Inuits
Ne doit pas être confondu avec Innus.

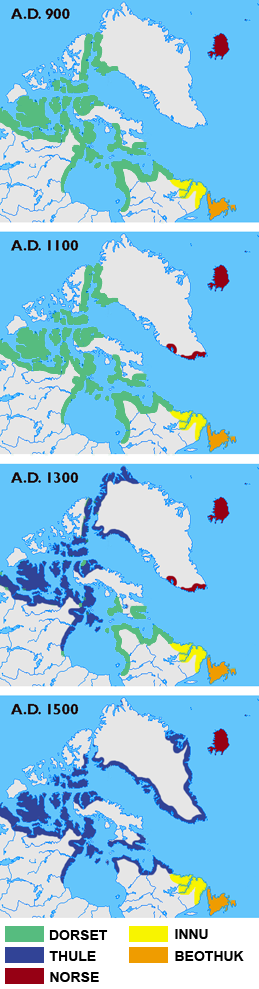
Cultures arctiques

Les Inuit (ou Inuits) sont un groupe de peuples autochtones partageant des similitudes culturelles et une origine ethnique commune, car ils vivent tous à l'origine dans les régions arctiques d'Amérique du Nord et de Sibérie. Il y a environ 150 000 Inuit vivant au Groenland, au Canada, aux États-Unis et en Russie.
Bien que le Conseil circumpolaire inuit regroupe également les Yupiks de l'Alaska et de la Sibérie, ceux-ci ne sont pas des Inuit dans le sens d'une descendance thuléenne. Les Inuit ne sont pas considérés comme des Amérindiens puisque leurs ancêtres seraient venus en Amérique plusieurs millénaires après l'arrivée des Paléoasiatiques, les ancêtres des Amérindiens. En fait, les Inuit sont davantage similaires aux peuples habitant les régions arctiques asiatiques qu'aux peuples amérindiens. Il ne faut pas non plus confondre les Inuit avec les Innus qui sont un peuple autochtone vivant dans la forêt boréale canadienne du Nord-Est du Québec et du Labrador.
Historiquement, les Inuit étaient un peuple de chasseurs nomades. De nos jours, si la plupart des Inuit sont devenus sédentaires, une grande partie vit encore de la chasse et la pêche.
Plusieurs questions politiques se posent au sujet des Inuit, principalement des revendications territoriales. Au Canada, ils sont représentés par l'Inuit Tapiriit Kanatami. En fait, le processus de revendication territoriale dans l'histoire du Canada a mené, en 1999, à la création du Nunavut, un nouveau territoire conçu comme patrie d'une grande partie des Inuit du Canada et dont le nom signifie « notre terre » en inuktitut, la langue principale des Inuit canadiens. De plus, afin de répondre aux revendications des Inuit de la région du Nunavik dans le Nord-du-Québec, le gouvernement québécois a créé l'Administration régionale Kativik dans le cadre de la Convention de la Baie-James et du Nord québécois.

## Étymologie
Le terme inuit signifie « gens », « humains » ou « personnes » en inuktitut et en groenlandais, et est l'autonyme par lequel ce peuple se désigne aujourd'hui. Puisque ce sont les deux langues inuites les plus parlées, c'est le terme qui a été retenu. Il s'agit en fait d'un nom pluriel dont la forme singulière est inuk et la forme duelle est inuuk (un inuk, deux inuuk, plusieurs inuit).
Si l'Office québécois de la langue française approuve l'utilisation du terme « Inuits » au pluriel, il reconnaît également la graphie « Inuit » au pluriel . Les communautés autochtones ont cependant tendance à revendiquer l'utilisation du terme « Inuit » (sans s), pour des questions de respect de la langue inuktitut. C'est d'ailleurs cette graphie qui est retenue par le Gouvernement du Québec sur ses pages officielles.
En français, le mot « inuit » est cependant utilisé en tant qu'adjectif et accordé de manière standard . Les autres langues inuites ont un terme ayant la même racine étymologique pour ce mot, par exemple inughuit en tunumiit et iivit en tunumiisut.
Certains peuples des régions arctiques étaient auparavant communément désignés sous le nom d'Esquimaux (Eskimos en anglais). Ce terme ne désigne pas exclusivement l'ethnie inuite puisqu'il inclut également un autre peuple autochtone vivant dans l'Arctique : les Yupiks. Les Inuit de l'Alaska sont appelés Iñupiat. En Alaska, le terme Alaska natives, littéralement « natifs d'Alaska », est préféré pour désigner l'ensemble des peuples autochtones de la région incluant les Iñupiat et les Yupiks puisque ces derniers n'appartiennent pas à l'ethnie inuite. Les eskimologues, aujourd'hui inuitologues, ont adopté au XXe siècle, le terme « eskimo », invariable dans l'orthographe danoise, pour désigner traditionnellement le groupe linguistique.
Depuis la fin du XXe siècle, en français, le terme « Inuit » est généralement préféré à celui d'« Esquimaux », surtout au Canada, où ce dernier peut même être considéré comme péjoratif. Cette perception très répandue s'explique par le fait que dans les langues algonquiennes le terme « Eskimau » est censé signifier « mangeur de chair crue » alors que, en fait, ce terme proviendrait d'une langue proto-algonquienne signifiant « parlant la langue d'une terre étrangère » : il signifie le peuple.
Le Renvoi sur les Esquimaux de la Cour suprême du Canada de 1939 a déterminé que les inuit étaient légalement Indiens, ce qui permit de combler différents vides juridiques quant à leur statut constitutionnel.
Au Groenland, les Inuit se désignent comme Groenlandais ou Kalaallit en groenlandais.
L'ethnologue danois William C. Thalbitzer a rapproché les Inuit et leur nom des Aïnous, une ethnie du Japon et de la Russie, et de leur nom sur le radical innu, d'autant que les mythes fondateurs des deux communautés sont très semblables,.

## Préhistoire

### Cultures néolithiques du Nord-Est de la Sibérie

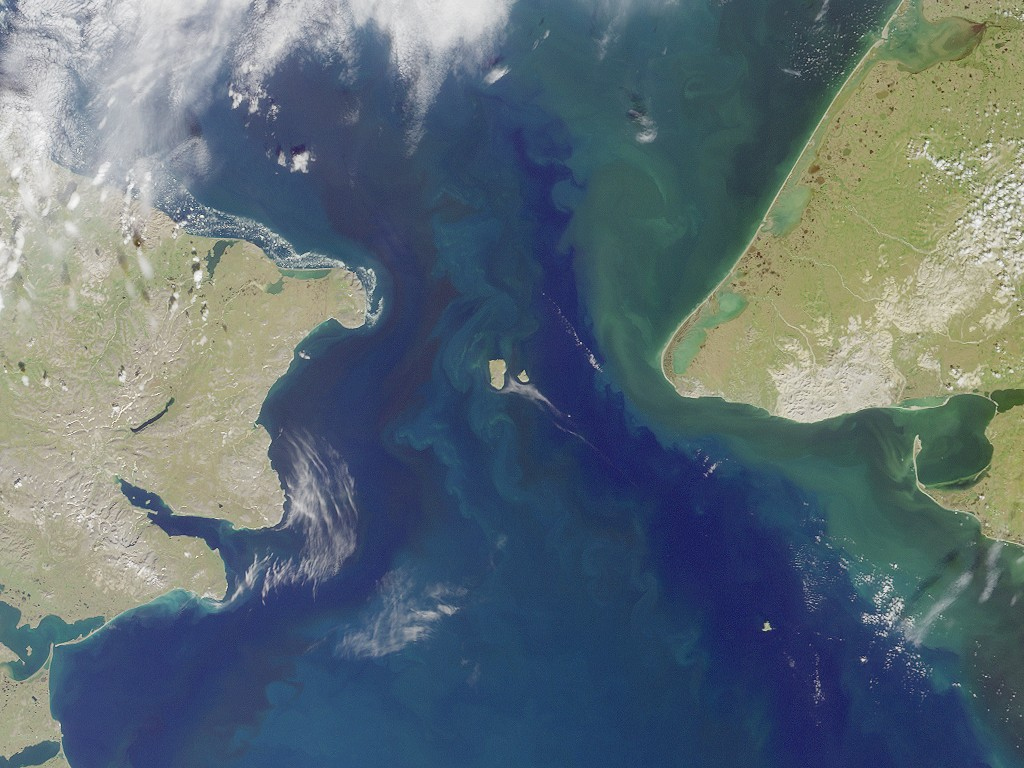
Le détroit de Béring et les îles Diomède.

Vers 8000 av. J.-C. et durant les 6 000 ans qui ont suivi, au moment où le détroit de Béring était envahi par la banquise, des petits groupes de chasseurs arrivent en Alaska. Il y a de fortes chances que ces gens l'aient traversé sur la banquise pour aller de l'Ancien au Nouveau Monde. Dans cette partie du détroit de Béring, d'après la situation géographique des îles Diomède, il n'y a qu'une vingtaine de kilomètres tout au plus entre deux terres. Donc, seulement trois ou quatre jours de marche ont été nécessaires pour faire le voyage. D'après les fouilles des plus vieux sites alaskans, ces gens étaient de la tradition microlithique de l'Arctique qui est très similaire aux groupes du Néolithique de Sibérie. Ces chasseurs n'ont jamais atteint la côte sud de l'Alaska et les îles Aléoutiennes. Ils se sont plutôt répandus rapidement dans l'Arctique canadien et au Groenland à la poursuite de bœufs musqués et de mammifères marins. Ils apportèrent avec eux une technique d'outils en pierre taillée qui était totalement inconnue[Qui ?] en Amérique, principalement des micro-lames qui sont des petites lamelles de pierre obtenues par percussion. De plus, de minuscules lames triangulaires servant de pointes de projectile constituaient très probablement le premier indice de l'usage de l'arc et de la flèche en Amérique du Nord.
L'origine des peuples anciens peut être retracée par l'étude des langues utilisées par ces derniers et par les caractéristiques physiques des populations concernées. Tous les groupes d'Inuit nord-américains ont des langues apparentées. De plus, les langues inuites ont d'importantes affinités avec celle des Aléoutes, laissant croire qu'elles ont possiblement une même origine. De plus, les langues inuites et aléoutiennes ont un lointain lien de parenté avec les Tchouktches, les Koriaks et les Kamtchadales du Nord-Est de la Sibérie. Les Esquimaux et les Aléoutes ont des phénotypes similaires avec les gens des péninsules Tchoukotka et Kamtchatka. Ils sont désignés comme étant des « Arcto-mongoloïdes ». Le terme « Paléoesquimaux » est employé pour identifier ces groupes de chasseurs d'un lointain passé, mais la relation de descendance avec les diverses cultures inuites qui ont suivi n'est pas aussi claire que ce qui était cru lors des premières découvertes archéologiques.
Il semble que plusieurs nappes de peuplement venues d'Asie se soient succédé ou se soient côtoyées en Amérique boréale. Ainsi, les « Paléoesquimaux » des cultures de Saqqaq et de l'Indépendance I, documentés par des vestiges archéologiques dans le Nord du Canada et du Groenland, représentent la plus ancienne expansion humaine dans l'extrême Nord du Nouveau Monde. Toutefois, leur origine et leur relation génétique avec les cultures postérieures ne sont pas connues. Un génome mitochondrial d'un Paléoesquimau a été séquencé en utilisant des cheveux gelés âgés de 3 400 à 4 500 ans excavés d'une installation saqqaq du Groenland. L'échantillon est distinct de ceux des Amérindiens et des Esquimaux modernes. Ce résultat suggère que les premiers migrants dans l'extrême Nord du Nouveau Monde provenaient des populations dans la zone de la mer de Béring et n'étaient pas directement liés aux Amérindiens ou Esquimaux postérieurs, qui les ont remplacés ». L'échantillon paraît par contre très proche de celui des Aléoutes de la région du détroit de Béring et des Sirenikis (en) de Sibérie.

### Paléoesquimaux anciens
D'après les dates d'ancienneté analogues des sites de la Tradition des outils microlithiques, allant de l'Alaska au Groenland, il est supposé que les Paléoesquimaux anciens ont envahi les territoires polaires avec rapidité. Ils étaient habiles à exploiter un nouveau territoire au-delà des migrations saisonnières. Ces derniers étaient des chasseurs des forêts nordiques de la Sibérie qui se sont adaptés aux régions de toundra et de banquise. C'était la première phase d'extension territoriale d'une bonne partie de l'Arctique canadien et du Groenland, encore inhabité à cette époque. La similarité de la technologie du Paléoesquimau ancien est frappante d'une région à l'autre. Un degré de cohésion culturelle et de conservatisme est remarqué dans le temps et dans l'espace. Les Paléoesquimaux anciens ont été les premiers à réussir une certaine adaptation malgré les contraintes climatiques de l'Arctique nord-américain, c'est-à-dire un froid glacial, une pauvreté en nourriture d'origine végétale, une disponibilité saisonnière des protéines animales, un nombre limité d'espèces disponibles ainsi qu'une rareté du combustible et des matières premières essentielles.
Au départ, ils ont peut-être été attirés par les troupeaux de caribous et, une fois sur place, ils auraient découvert les bœufs musqués et les phoques des côtes arctiques. La défensive en ligne ou en cercle utilisée par ces bêtes se transformait en avantage pour des chasseurs qui possédaient des chiens. L'immobilité du troupeau ainsi pris au piège permettait aux hommes de s'approcher des bêtes, facilitant l'utilisation de l'arc ou de la lance. Une fois la viande débitée, elle était empaquetée dans les peaux et transportée vers les campements. En fait, la chasse au bœuf musqué était très possiblement beaucoup plus facile que la chasse à la baleine et au morse. Durant l'été, la diète était complétée avec des oiseaux migrateurs, des œufs, des lièvres arctique et des poissons anadromes. Rien ne laisse croire qu'ils possédaient des bateaux et des traîneaux à chien, ils se seraient donc déplacés à pied sur cet immense territoire de 5 000 km d'ouest en est et 3 000 km du sud au nord. De plus, l'igloo et la lampe à huile en stéatite (pierre à savon) étaient absents à cette époque, ce qui devait rendre la vie assez rude et précaire.
Les outils de pierre retrouvés dans les campements de la Tradition microlithique de l'Arctique sont des produits de facture complètement différente des traditions antérieures de l'Alaska mais très similaires à ceux des Néolithiques de Sibérie. Tout cet outillage était extrêmement petit. Il comprenait des micro-lames, des burins pour le découpage des os, de minuscules lames triangulaires servant de pointes de harpon et de flèche. Des rencontres possibles avec des Indiens de l'Archaïque maritime du Labrador leur ont permis de découvrir le harpon à tête détachable qui est très efficace pour la chasse au phoque et au morse. Cette nouveauté se répandit d'un bout à l'autre de l'Arctique et améliora de façon tangible les activités de subsistance. Des recherches par des archéologues danois démontrent que les trois formations de cette époque, Indépendancien, Saqqaquien et Prédorsétien, sont en réalité trois cultures régionales, légèrement décalées dans le temps mais provenant d'une même culture microlithique. Trois variantes de la Tradition microlithique de l'Arctique ont été découvertes dans le Grand Nord canadien et groenlandais : l'Indépendance I du Haut-Arctique, les Saqqaqiens du Groenland et la culture prédorsétienne des îles et des côtes du Bas-Arctique.

#### Culture de l'IndépendanceI

Territoire des Indépendanciens et II.

Dans l'extrême Nord de la calotte glaciaire du Groenland, sur les rives du fjord Indépendance (Terre de Peary), Eigel Knuth, en 1948, découvre les restes de la population la plus septentrionale du globe qui vivait dans la région la plus isolée et désolée de tout l'Arctique. Ces vestiges de campements, situés sur les paliers de plage les plus hauts, donc les plus anciens, remonteraient selon la datation au radiocarbone entre 2000 et 1 700 ans av. J.-C. On a retrouvé plus tard des sites d'occupations semblables dans d'autres endroits du Nord du Groenland ainsi que sur les îles d'Ellesmere, Devon et Cornwallis dans le Haut-Arctique canadien. Dans le Nord du Groenland et sur l'île d'Ellesmere, les gens de l'Indépendance I semblent avoir chassé le bœuf musqué principalement. En revanche, sur l'île Devon, on a trouvé de bonnes quantités d'os de phoque, de morse et d'ours polaire. Comme les Esquimaux polaires du XIXe siècle, les gens d'Indépendance I ne chassaient que très peu le caribou. À cause de cette particularité, on pense que leurs vêtements étaient plutôt constitués de peaux de bœuf musqué, d'ours polaire, de renard, de lièvre ou d'oiseaux. À titre d'exemple, le caribou étant totalement absent des îles Belcher à l'arrivée des premiers étrangers, les habitants de Sanikiluaq s'habillaient d'anoraks confectionnés entièrement avec des peaux d'oiseaux.
Les campements sont formés de une à quatre tentes familiales, munies d'un foyer ouvert au centre avec des espaces de couchage de chaque côté. Chaque tente pouvant abriter quatre à six personnes, un village regroupait donc vingt à trente résidents. Les petites quantités de charbon de bois (saule arctique et bois flotté) et d'os carbonisés laissent croire que le feu était un luxe très occasionnel. Ils ne construisaient pas d'igloo et ne possédaient pas de lampe à huile. Leurs tentes étaient probablement couvertes de lourdes peaux de bœuf musqué soutenues par des poteaux de bois flotté. Les outils fabriqués d'éclats de pierre, les micro-lames, les burins pour travailler l'andouiller et l'ivoire, les grattoirs pour préparer les peaux et les pointes de projectiles sont vraiment de facture néolithique. Il n'y a aucune ressemblance avec l'outillage inuk plus récent. Ils ne connaissaient pas le traîneau à chiens et ne fabriquaient pas d'embarcations pour se déplacer. En conclusion, bien que l'on sache peu de chose sur la vie des petits groupes de l'Indépendance I, il est supposé qu'ils ont sûrement eu une vie très difficile où la famine revenait régulièrement durant les longues nuits polaires et le froid intense de l'extrême Nord du Canada et du Groenland. La majorité des matières premières retrouvées dans les sites d'occupation est de provenance locale. Il y a peut-être une exception avec des os de morse échangés avec des gens vivant sur les rives entourant la polynie du Nord.

#### Culture prédorsétienne

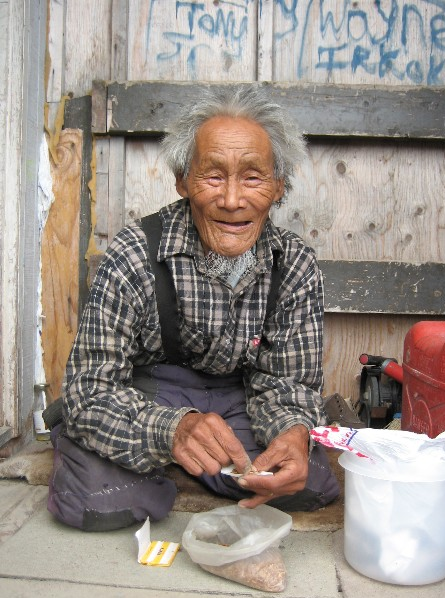
Inuit, Arviat.

L'occupation des premières populations de la Tradition microlithique de l'Arctique se concentre principalement dans la région au nord de la baie d'Hudson, sur la rive nord du détroit d'Hudson et autour du bassin de Foxe. Les régions méridionales de l'archipel Arctique étaient beaucoup plus riches en ressources alimentaires que le Haut-Arctique. Dans la région d'Igloulik, un site daté au radiocarbone indique qu'il est vieux de 3 900 ans. C'est en 1000 av. J.-C., que les Prédorsétiens traversent dans l'arctique québécois (Nunavik) par les îles Nottingham et Salisbury pendant que les Dorsétiens occupent les îles du Haut-Arctique et la côte nord-ouest du Groenland.
Bien qu'il y ait plusieurs similitudes entre l'outillage des Prédorsétiens et ceux de l'Indépendance I, la ressemblance est encore plus prononcée avec les groupes microlithiques de l'Alaska. Ces derniers auraient quitté leurs territoires alaskains pour se répandre dans une grande partie du Bas-Arctique oriental, quelques siècles après les groupes d'Indépendance I. À l'inverse de ces derniers, les campements des Prédorsétiens semblent avoir été utilisés sur plusieurs générations. On y a même trouvé lors de fouilles de petites lampes à huile qui devaient servir à brûler de la graisse pour donner de la lumière et un peu de chaleur. On a aussi trouvé des cercles de détritus qui permettent de penser qu'ils se construisaient des igloos bien qu'aucun couteau à neige n'ait encore été trouvé. Ils avaient également des chiens sans le traîneau et que l'arc et la flèche fassent partie des armes de chasse.

#### Culture Saqqaq du Groenland

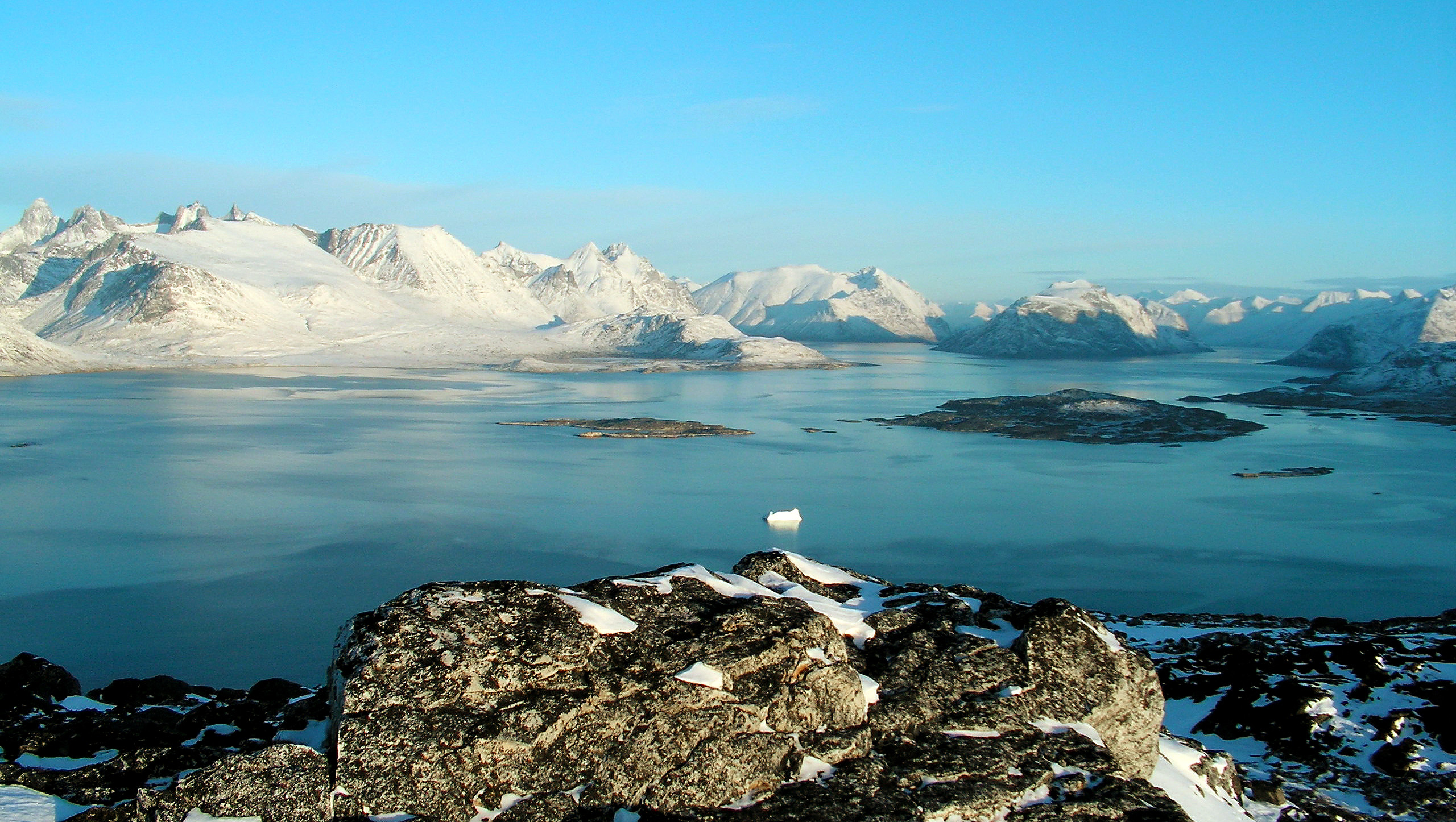
Nanortalik (pointe sud du Groenland).

Le Saqqaquien est la culture que l'on retrouve principalement dans la région de Saqqaq et Sermermiut sur la côte ouest et sud-est du Groenland. Le territoire s'étend du district de Thulé au nord jusqu'au district de Nanortalik au sud. Du côté est, de la pointe sud de l'île jusqu'à la baie Scoresby (en) vers le nord. Il semblerait qu'un nombre assez important d'individus ont occupé cette riche région côtière du Groenland. Leur mode de subsistance reposait principalement sur le caribou et les petits mammifères marins. Les fouilles démontrent qu'ils exploitaient toutes les niches écologiques disponibles. Des ossements d'au moins 45 espèces de vertébrés ont été retrouvés ainsi que les restes de mollusques. L'examen des outils montre qu’ils chassaient la baleine, le phoque, les mammifères terrestres, les oiseaux en grand nombre et le poisson en y incluant la morue et l'omble chevalier.
Les sites archéologiques saqqaquiens démontrent qu'il existait un large éventail d'habitations allant de la double maison semi-souterraine avec passage commun jusqu'à la simple tente. Pour la fabrication de l'outillage, ils utilisaient plusieurs sortes de pierres locales, du bois, des os, des andouillers, de l'ivoire et des peaux. Les pierres de taille étaient sûrement la matière première d'échange entre les Saqqaquiens. Le bois de dérive, les andouillers et l'ivoire ont aussi été objets de commerce entre les diverses régions habitées de ce groupe culturel. Lorsque les Saqqaquiens disparaissent du Groenland, ils sont remplacés par les gens d'Indépendance II.

#### Culture de Denbigh en Alaska
Les gens de Denbigh vécurent dans le Nord de l'Alaska, il y a 5 000 ans (A.A.). Ils vivaient dans la toundra à la poursuite d'animaux pour la nourriture, les vêtements et les abris. En 1948, l'archéologue américain Louis Giddings excave au Cap Denbigh (Alaska), sur la côte de la mer de Béring, des microlames de chaille et d'obsidienne qui ressemblaient à celles trouvées précédemment dans le désert de Gobi (Paléo et mésolithique asiatique). Giddings remarque également que les pointes de projectiles ont des similitudes avec celles des Paléoindiens et des cultures archaïques du Nouveau Monde. Le nom de cette culture, comme beaucoup d'autres d'ailleurs, vient donc de la situation géographique de cette première découverte.Ils passaient l'été sur les côtes de la mer de Béring et les autres saisons à l'intérieur des terres à la recherche de caribou et de poissons anadromes.
Ce groupe culturel est connu pour ses outils de pierre taillée comme les grattoirs, les pointes de projectile, les outils pour le travail de l'os, les lames et les gouges. Le Denbighien est très proche culturellement des trois autres entités nommées les Paléoesquimaux anciens précédemment décrits. Les origines exactes de cette culture ne sont pas très bien connues. La technologie microlithique a sûrement pris racine dans la tradition paléolithique de l'Alaska et plus sûrement dans la culture paléosibérienne. Toutefois, les Denbighiens sont les ancêtres de toute une série de cultures alaskaines : Baleinières anciennes, Choris et Norton.

### Paléoesquimaux moyens
Le terme « paléoesquimau moyen » est utilisé comme expression générique regroupant plusieurs cultures régionales s'étendant de l'île d'Ellesmere à Terre-Neuve et du delta du fleuve Mackenzie jusqu'au Groenland. Ce sont les Paléoesquimaux moyens qui ont envahi l'Arctique, une fois de plus. Une différence majeure entre les Paléoesquimaux anciens et moyens a été l'abandon des territoires de l'intérieur des terres de l'Alaska et du Kivalliq. Ils délaissèrent la chasse au caribou et intensifièrent la chasse aux mammifères marins sur la banquise. Le refroidissement climatique de l'époque a sûrement eu un effet négatif sur les populations de caribous. Le plus grand impact que le refroidissement du climat a eu sur les gens s'est surtout manifesté par la manière avec laquelle il a influencé les conditions de banquise et les plans d'eau libre de glace que sont les polynies.
Les abris des Paléoesquimaux moyens vont de la tente de peaux à des structures rectangulaires semi-souterraines avec foyer central. Les groupes familiaux étaient sûrement petits et très mobiles, vraisemblablement organisés en bandes locales qui, à leur tour, étaient apparentées par le sang avec les bandes voisines. Les outils en pierre ont une taille typiquement minuscule et ils étaient façonnés avec un soin méticuleux. On compte une grande variété de burins, la plupart comportant un tranchant poli. Ces derniers semblent avoir servi à une grande variété de fonctions : couper, creuser, graver et, comme ils étaient toujours façonnés de pierre très dure comme le chert(?) et la néphrite, ils étaient idéalement appropriés pour la fabrication d'instruments en ivoire, en andouiller et en os. Les microlames peuvent ne pas être présentes ou abondantes dans les sites du Paléoesquimau moyen. Dans les endroits comportant des conditions favorables à la conservation du bois, des micro-lames ont été trouvées insérées dans des manches. Leur fonction principale aurait été de servir de couteaux pour trancher la viande ou tailler les peaux pour les vêtements. On croit généralement que les pointes trouvées sur place ont pu servir sur des têtes de harpon plutôt que sur des flèches. Il y avait une grande variété de grattoirs, de couteaux et d'herminettes. Les instruments importants en os et en ivoire sont les aiguilles avec un chas creusé au lieu d'être perforé à la mèche et une variété de harpons à tête basculante. Des objets d'art en ivoire, en os, en bois et en stéatite sont présents en nombre croissant. Le chamanisme pratiqué par ces gens se reflète fortement dans la sculpture de l'ivoire de morse, de l'andouiller de caribou, de l'os, de la stéatite et du bois.

#### Culture de l'IndépendanceII
Les terres dénudées du Nord du Groenland et du Haut-Arctique canadien avaient été abandonnées par le groupe d'Indépendance I vers 1700 av. J.-C. Ce n'est que 700 ans plus tard, vers 1000 av. J.-C., qu'une deuxième culture que l'on nommera Indépendance II arrive dans ces régions. Sur la Terre de Peary, le bœuf musqué était le principal mammifère terrestre disponible, le caribou en était totalement absent. Il ne faut pas oublier que cette région très nordique est un rude désert de pierres. Dans les lacs de l'intérieur, des ombles chevaliers pouvaient être capturés et de nombreux oiseaux migrateurs visitaient la région durant la belle saison. Sur la côte du fjord Indépendance, on pouvait trouver quelques ours polaires, des morses, des phoques annelés et parfois des narvals.
Les habitations des Indépendanciens II sont principalement des tentes de peaux. Il n'y a pas de structures solides et aucune lampe en stéatite pour le chauffage et l'éclairage n'a été trouvée. L'espace à l'intérieur des tentes est conçu pour quatre à six personnes et une tendance indique qu'un rassemblement de quatre à six tentes formait un clan. On peut affirmer que vingt à quarante personnes voyageaient et chassaient ensemble. Considérant la pauvreté en ressources de la région, il ne semble pas y avoir eu beaucoup de commerces ou d'échanges. D'après la disposition en chapelet des campements sur les plages et la forme des habitations, il y a de grandes similitudes entre Indépendance I et II. C'est dans les pointes de harpon et autres outillages lithiques qu'on remarque une différence notable. Ces objets de pierre taillée ressemblent plutôt à ceux des Prédorsétiens des îles Cornwallis, Bathurst, Devon et Ellesmere qu'à ceux d'Indépendance I de la Terre de Peary. En résumé, on peut facilement penser qu'il y a eu une double influence (Prédorsétien et Indépendance I) dans la culture des gens d'Indépendance II.

#### Culture dorsétienne

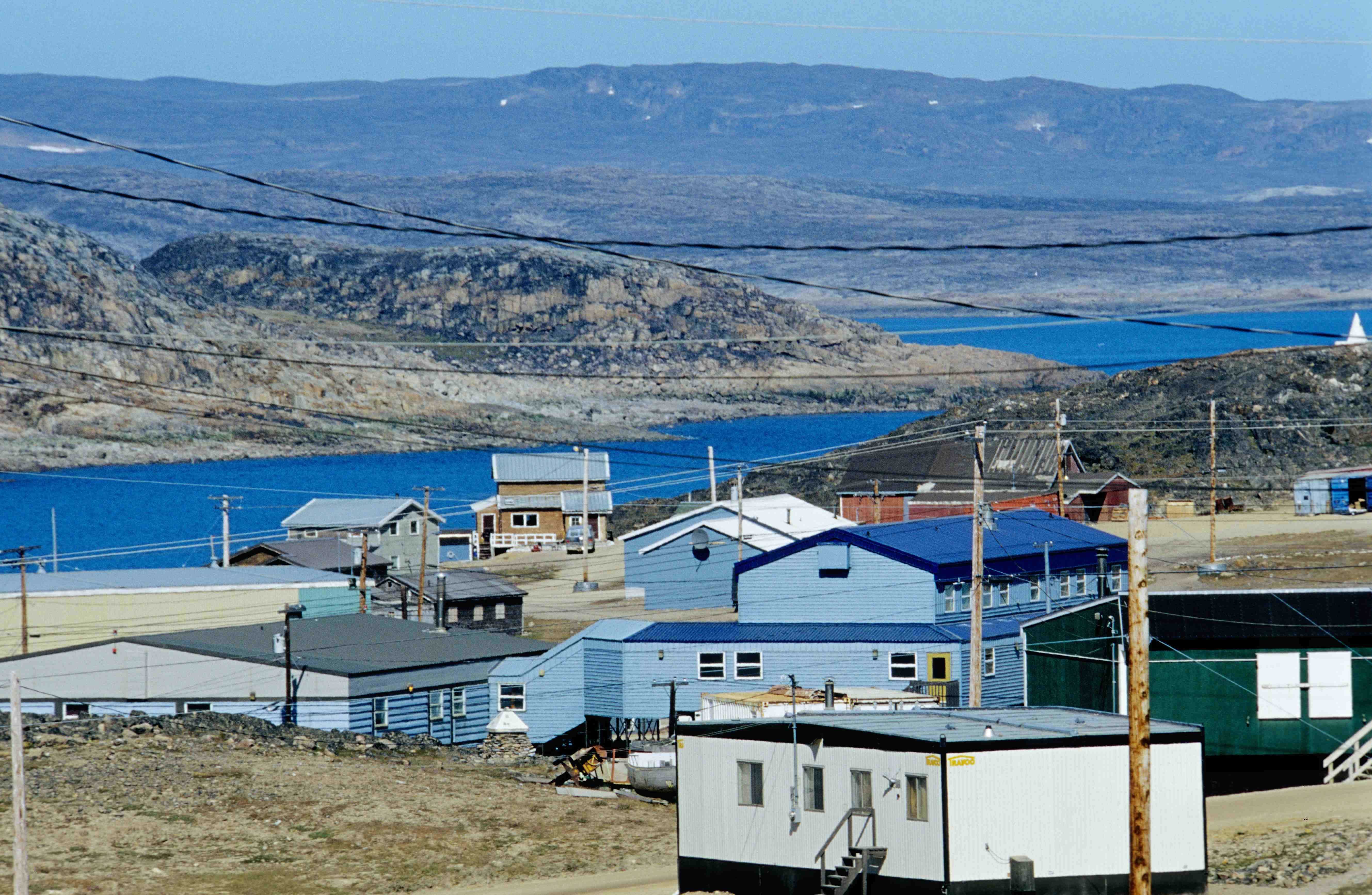
Cape Dorset (péninsule de Foxe).

Le monde des Dorsétiens s'étendait à l'ouest de l'île Banks jusqu'à Ammassalik (Groenland) à l'est et du district de Thulé (Groenland) au nord à Saint-Pierre-et-Miquelon au sud. Des sites d'occupations ont été découverts autour de la baie d'Hudson, au Labrador et à Terre-Neuve. La culture dorsétienne avait atteint son apogée entre 500 et 1000 apr. J.-C., au moment où elle occupait la plupart des régions nordiques et que son art unique avait acquis un très haut niveau de développement artistique. Les Dorsétiens ont disparu de l'île de Terre-Neuve entre 500 et 1000 apr. J.-C., vers l'an 1000 dans le Haut-Arctique, tandis que dans l'Arctique québécois, on a retrouvé des sites datés jusqu'à 1400 apr. J.-C. C'est Diamond Jenness, un ethnologue des Musées nationaux du Canada, qui identifia certains artefacts en provenance de Kinngait (Nunavut) comme étant différents des objets thuléens. Il donna donc le nom de Dorset à cette nouvelle culture encore inconnue à cette époque (1924).
L'étude des sites dorsétiens démontre, sans l'ombre d'un doute, que ces derniers étaient beaucoup mieux adaptés à leur environnement que leurs ancêtres Prédorsétiens. Ils passaient le printemps et l'été à chasser les morses qui s'aventurent sur la grève, à harponner le phoque depuis la banquette côtière ou sur l'eau, à l'aide de kayaks. Plus tard, ils se rassemblaient en groupes dans les endroits où l'on trouvait en grand nombre l'omble chevalier et le caribou dans leurs migrations annuelles. Ensuite, ils devaient passer l'automne dans des maisons semi-souterraines en attendant que la glace se forme. Certaines familles demeuraient dans ces maisons de terre pour le reste de l'hiver, mais la plupart des Dorsétiens se rassemblaient dans des villages d'igloos sur la banquise où ils chassaient le phoque près des trous de respiration.
Entre 1000 et 500 av. J.-C., de nouveaux types d'habitation voient le jour, l'usage des microlames se répand, les couteaux et les pointes d'armes en silex possèdent des encoches latérales pour fixer un manche, de plus, les bols et lampes en stéatite font leur apparition. Les couteaux à neige et les dessous de patins de traîneau en ivoire indiquent qu'une nouvelle technique de chasse sur la banquise devient plus commune. Pour ce qui est des habitations semi-souterraines qu'ils construisaient, elles s'enfonçaient de plusieurs centimètres dans le sol. De forme rectangulaire, elles étaient parfois assez grandes pour loger jusqu'à quatre petites familles. Une aire de travail au centre, bordée de deux banquettes de couchage, était la disposition intérieure usuelle. Les murs et le toit étaient supportés par une charpente de bois de flottage, de côtes de baleine et d'andouillers de caribou recouverts de peaux usagées, de mottes de tourbe, de terre et de pierre. Quant aux tentes d'été, elles auraient eu également une forme rectangulaire et l'aménagement intérieur était très semblable à celui des maisons de terre.
Contrairement aux Prédorsétiens, les populations de la culture dorsétienne construisaient des méga-structures (maisons longues) pouvant abriter de vingt-cinq à deux cents personnes pendant certaines périodes de l'année, principalement l'été et l'automne. Ces rassemblements servaient sûrement à créer une identité commune aux divers groupes qui vivaient habituellement séparés. Il semble que la principale matière d'échange était certaines pierres qui servaient à la fabrication de l'outillage. Toutes les régions du Nord ne sont pas pourvues uniformément en matériel lithique et minéral. À titre d'exemple, la côte nord-ouest du Groenland possédait du fer météorique et du fer tellurique tandis que la région de Coppermine, du cuivre natif. Parmi les diverses hypothèses de l'extinction des Dorsétiens, on peut citer la famine causée par le réchauffement climatique du XIe siècle, le meurtre par les nouveaux arrivants que sont les Thuléens ou bien la possibilité d'une assimilation totale avec ces derniers, puis, finalement, l'arrivée des Norrois, avec leur lot de microbes européens. C'était la fin des Tuniits, nom donné aux Dorsétiens par les Thuléens qui les ont remplacés.

### Cultures inuites d'Alaska

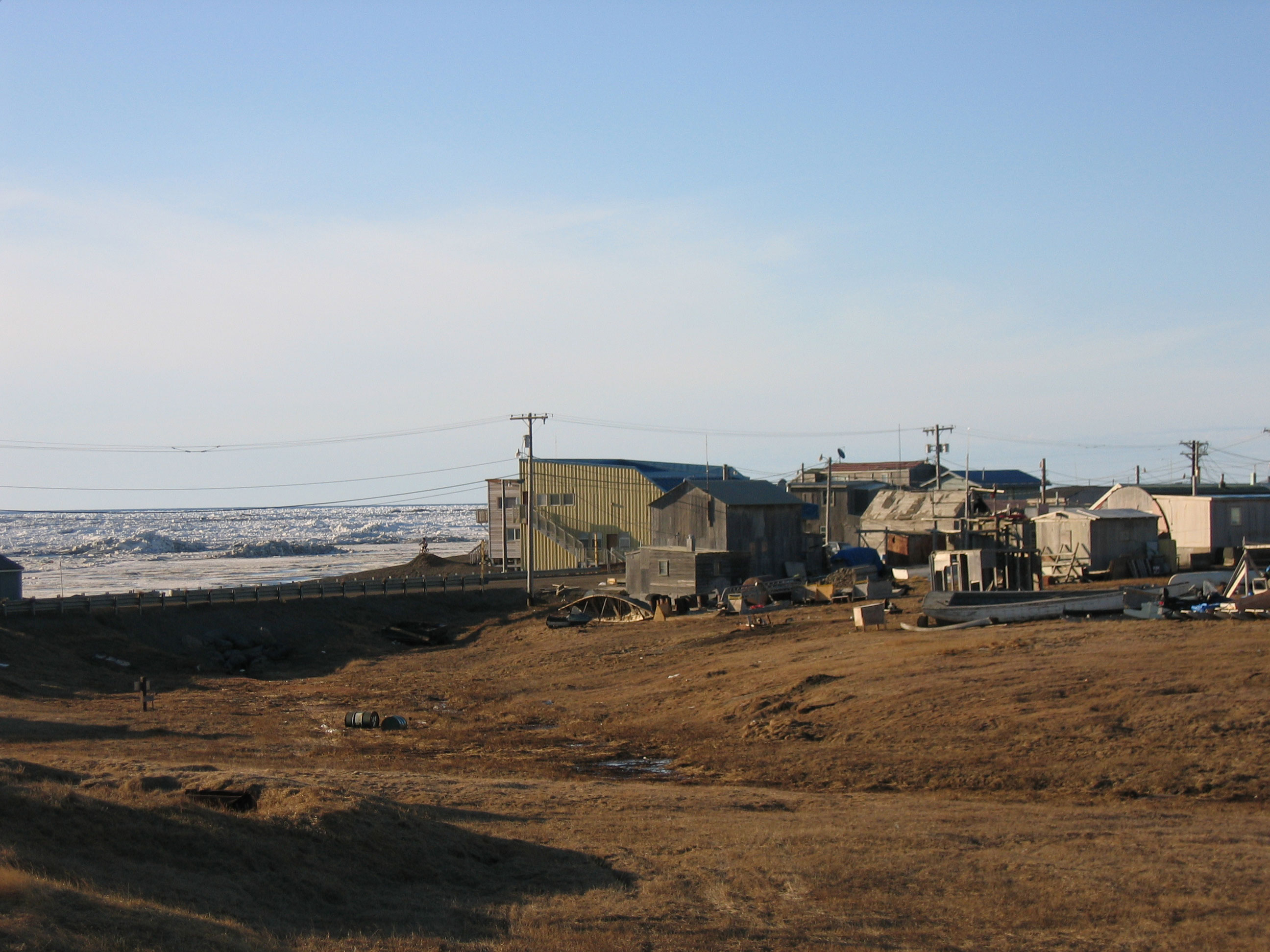
Barrow (côte nord de l'Alaska).

Pendant que les Paléoesquimaux développaient leur culture dans le Canada arctique et au Groenland, une évolution fort différente se poursuivait en Alaska dans la région du détroit de Béring. De son côté, les îles Aléoutiennes ont connu un développement graduel qui a débouché sur la culture des Aléoutes d'aujourd'hui. La côte pacifique de l'Alaska, quant à elle, a connu une évolution technologique basée sur l'ardoise polie qui a pu être à l'origine des cultures esquimaudes de cette région. Les côtes nord et ouest étaient occupées par des gens de la Tradition des outils microlithiques de l'Arctique, la même culture que ceux de l'Arctique canadien. Vers 1000 av. J.-C., il y a un arrêt de plusieurs siècles dans l'activité humaine en Alaska. Après cette pause apparaît une série de groupes comme les cultures Baleinières anciennes, Choris et Norton qui sont un complexe mélange de microlithisme de l'Arctique, de culture de la côte du Pacifique et de groupes du Néolithique de la Sibérie orientale de la même époque.

#### Cultures baleinières anciennes
Nous savons très peu de choses sur les cultures baleinières anciennes. En fait, seul un village de cinq maisons a été découvert au cap Krusenstern, au nord du détroit de Béring. Il y avait des os de phoque dans les maisons et des os de baleine étendus sur les plages environnantes. On peut considérer cette culture comme une tentative éphémère de mixité, des Aléoutes peut-être, des Inuit ou des Amérindiens.

#### Culture de Choris
Les gens de la culture de Choris vivaient dans de grandes maisons semi-souterraines ovales et chassaient le phoque et le caribou. Ils fabriquaient aussi des outils de pierre taillée qui rappellent passablement ceux de la Tradition microlithique de l'Arctique. Comme pour les cultures baleinières anciennes, l'origine des gens de Choris reste nébuleuse pour l'instant. Ces petits groupes de chasseurs étaient peut-être des Esquimaux du Sud de l'Alaska, ou des Aléoutes qui migrèrent vers le nord, ou des Amérindiens qui avaient adopté des coutumes esquimaudes, voire des immigrants sibériens.

#### Culture de Norton
Encore ici, on sent un curieux mélange de Tradition des outils microlithiques de l'Arctique et de cultures néolithiques sibériennes. Comme il est possible de suivre les traces de la culture de Norton jusqu'à aujourd'hui, il est certain que les Nortoniens étaient des Esquimaux. En réalité, ce sont les ancêtres des Inuit historiques et modernes de l'Alaska, du Canada et du Groenland.

#### Culture béringienne ancienne
Le développement le plus connu de la culture de Norton est la culture béringienne ancienne qui est apparue sur la côte orientale de la péninsule de Tchouktka (Sibérie) et sur l'île Saint-Laurent (Alaska). L'invention majeure de cette culture fut le harpon à flotteur. Grâce à ce dernier, les populations de la culture béringienne ont pu chasser de plus gros mammifères marins à bord de leurs embarcations (kayak et oumiak). Le flotteur (avataq), fait d'une peau de phoque gonflée, permettait d'épuiser l'animal et l'empêchait de couler, une fois mort. Le phoque et le morse semblent avoir été la nourriture principale de ces Esquimaux. L'ivoire de morse constituait la matière de base d'une grande partie de leur technologie. Ils en fabriquaient des lunettes à neige, des crampons à glace, des imitations de nageoires de phoque pour attirer l'animal, des arcs, des pointes de flèche et l'important bouchon du flotteur. Dès cette époque, de nouveaux villages permanents voient le jour le long des côtes de la mer de Béring. Ils sont constitués de maisons semi-souterraines recouvertes de peaux et de plaques de gazon. Elles étaient munies d'un porche coupe-froid et étaient chauffées par des lampes à huile en poterie. Ils cuisinaient également dans des marmites de céramique. En résumé, ces gens disposaient de moyens techniques assez développés pour leur assurer une relative abondance alimentaire et un certain confort dans leurs maisons très bien isolées et chauffées.

#### Culture de Punuk
La grande majorité des outils en pierre taillée avait été remplacé par de l'ardoise polie. La principale innovation technique de la culture de Punuk est la grande tête de harpon pour la chasse à la baleine. La carcasse d'une baleine boréale pouvait fournir à une communauté tout entière plusieurs tonnes de viande et de graisse. Dès ce moment, il y eut un important accroissement démographique dans la partie septentrionale de l'Alaska. C'est la culture béringienne ancienne qui donna naissance à la culture de Punuk. Ces derniers ont perpétué la tradition et l'ont même améliorée aux contacts des peuples de la Sibérie de l'Âge du fer. Ces grands chasseurs de baleine sont les ancêtres immédiats de tous les Inuit de l'Arctique canadien et du Groenland.

### Culture thuléenne (1000 à 1600)

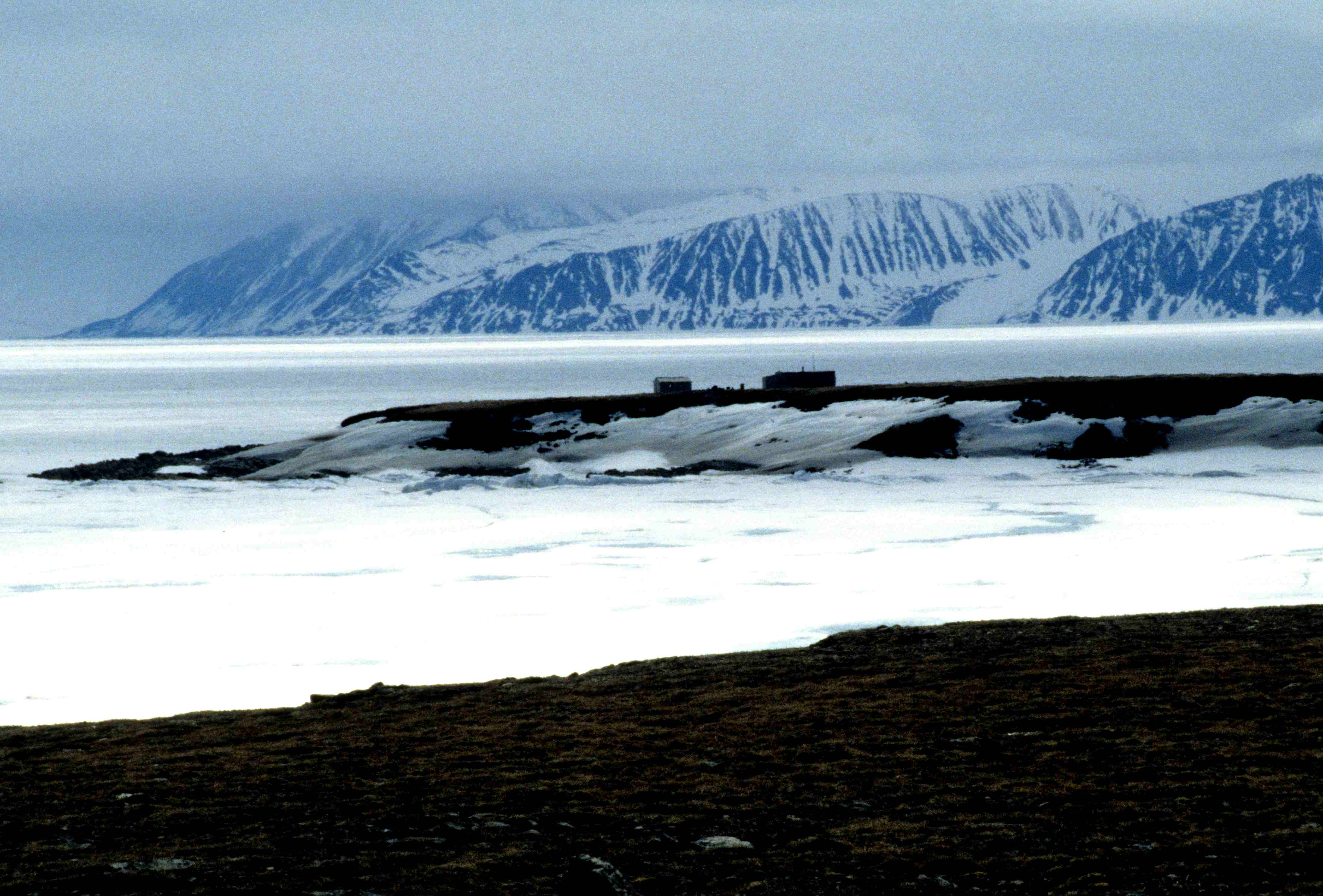
Île Bylot (Nord de Baffin).

Vers 1000 apr. J.-C., des chasseurs de baleine (Punuk) du Nord de l'Alaska se déplacent vers l'est. Ils voyagent probablement en oumiak (grand bateau fait de peaux cousues) et atteignent le Groenland par le Haut-Arctique en très peu de temps. On considère les Thuléens comme étant les représentants de la troisième et dernière vague de migrations de populations de l'Arctique canadien et du Groenland. Ces importants déplacements sont très possiblement liés au réchauffement climatique (réchauffement médiéval) qui affecta tout l'Arctique à cette époque. En poursuivant la baleine boréale, en plus du Groenland, les Thuléens se sont répandus dans l'ensemble de l'archipel arctique et autour de la baie d'Hudson. Cette culture porte ce nom parce que c'est sur la côte nord-ouest du Groenland, près de la communauté de Thulé, que l'on a identifié pour la première fois de vieilles maisons de type thuléen.
Comme énoncé précédemment, la baleine boréale de l'Alaska (Ouest) et celle du Groenland (Est) étaient la ressource principale de ces populations. Cependant, elles utilisaient également le phoque, le caribou ainsi que le poisson comme ressources alimentaires. Dans la région d'Igloulik, ils firent aussi la découverte de nombreux troupeaux de morses. En réalité, ces grands chasseurs de baleine sont devenus, au cours de leurs migrations vers l'est, des chasseurs polyvalents. Malgré tout, la baleine demeurait la principale source de nourriture et de combustible. Ces grands mammifères marins permirent aux Thuléens de mener une vie passablement sédentaire de sorte que les populations ont rapidement augmenté. De plus, pour des raisons diverses, une scission pouvait survenir dans un groupe et un nouveau campement apparaissait en quelques jours seulement. C'est ce qui expliquerait la rapide extension de leurs territoires d'occupation. Pour se nourrir et se vêtir, les Thuléens chassaient aussi des animaux terrestres comme le caribou et le bœuf musqué. Le poisson était pêché au trident (karkivak). Les prises étaient dépecées à l'aide d'un couteau d'ardoise, en forme de demi-lune, que l'on appelle « ulu ».
En plus de la viande et de la graisse, les baleines fournissaient aux Thuléens leurs os comme matériau de construction. Pour construire des habitations de terre semblables à celles de l'Alaska, les Thuléens devaient utiliser les os, principalement les côtes et maxillaires de baleine, comme armature pour le toit. L'ensemble était recouvert de peaux et d'une épaisse couche de tourbe et de terre. Ces maisons d'hiver semi-permanentes, très bien isolées et chauffées, devaient être passablement confortables. La nourriture et le combustible pour les lampes venaient des caches environnantes, recouvertes de lourdes pierres pour protéger son contenu des chiens, des loups, des renards et des ours. Pendant l'été, tout le groupe emménageait dans des tentes de peaux. De plus, ces gens construisaient un autre type d'habitation hivernale complètement inconnu en Alaska : l'igloo. Ils auraient inventé cette technique mais auraient emprunté aux Dorsétiens l'utilisation de la stéatite dans la fabrication des lampes à huile. Ils ont également perfectionné l'usage et la construction des traîneaux. Des harnais pour chiens apparaissent dans les sites thuléens du Canada à cette époque. Les villages des premiers Thuléens comptaient seulement quelques maisons d'hiver et moins d'une cinquantaine d'occupants. Cette organisation de la société thuléenne devait se regrouper autour d'un vieil homme qui possédait le savoir et l'expérience. Le reste du groupe comprenait les fils du vieil homme et leurs familles, les familles d'autres parents masculins et parfois, les familles de ses filles. En résumé, on peut aujourd'hui affirmer que l'économie des Thuléens était basée sur la chasse aux mammifères marins comme la baleine et le phoque.
Certains éléments techniques issus de la culture dorsétienne laissent penser qu'il y a eu certains contacts entre ces deux groupes. En revanche, plusieurs légendes inuites racontent qu'il y a eu combat avec les Tuniits (Dorsétiens) et qu'ils ont été chassés des meilleurs territoires de chasse. C'est dans le Québec arctique que sont retrouvés les sites dorsétiens les plus récents (1400 apr. J.-C.) et c'est cette même région qui connut l'arrivée la plus tardive des groupes de Thuléens. Après plusieurs fouilles de sites thuléens, il est prouvé qu'au Groenland, ces populations faisaient commerce avec les populations résidentes en provenance des pays nordiques et qu'au Labrador, des échanges se faisaient avec les baleiniers basques, écossais et américains ainsi qu'avec les missionnaires.
L'archéologie confirme que les Thuléens sont les derniers arrivants de l'Arctique canadien et du Groenland et que leurs ancêtres, il y a deux ou trois mille ans, vivaient sur les côtes de l'Alaska et de la Sibérie. Les Thuléens sont considérés, sans l'ombre d'un doute, comme étant des Inuit. Il est presque certain que ces gens parlaient l'inuktitut, un dialecte esquimau très semblable à celui utilisé encore aujourd'hui par les autochtones du Grand Nord. Cependant, il semble que les us et coutumes thuléens d'origine semblent avoir été plus riches, plus sophistiqués et plus uniformes que les cultures inuites subséquentes.

### Changements climatiques et culturels

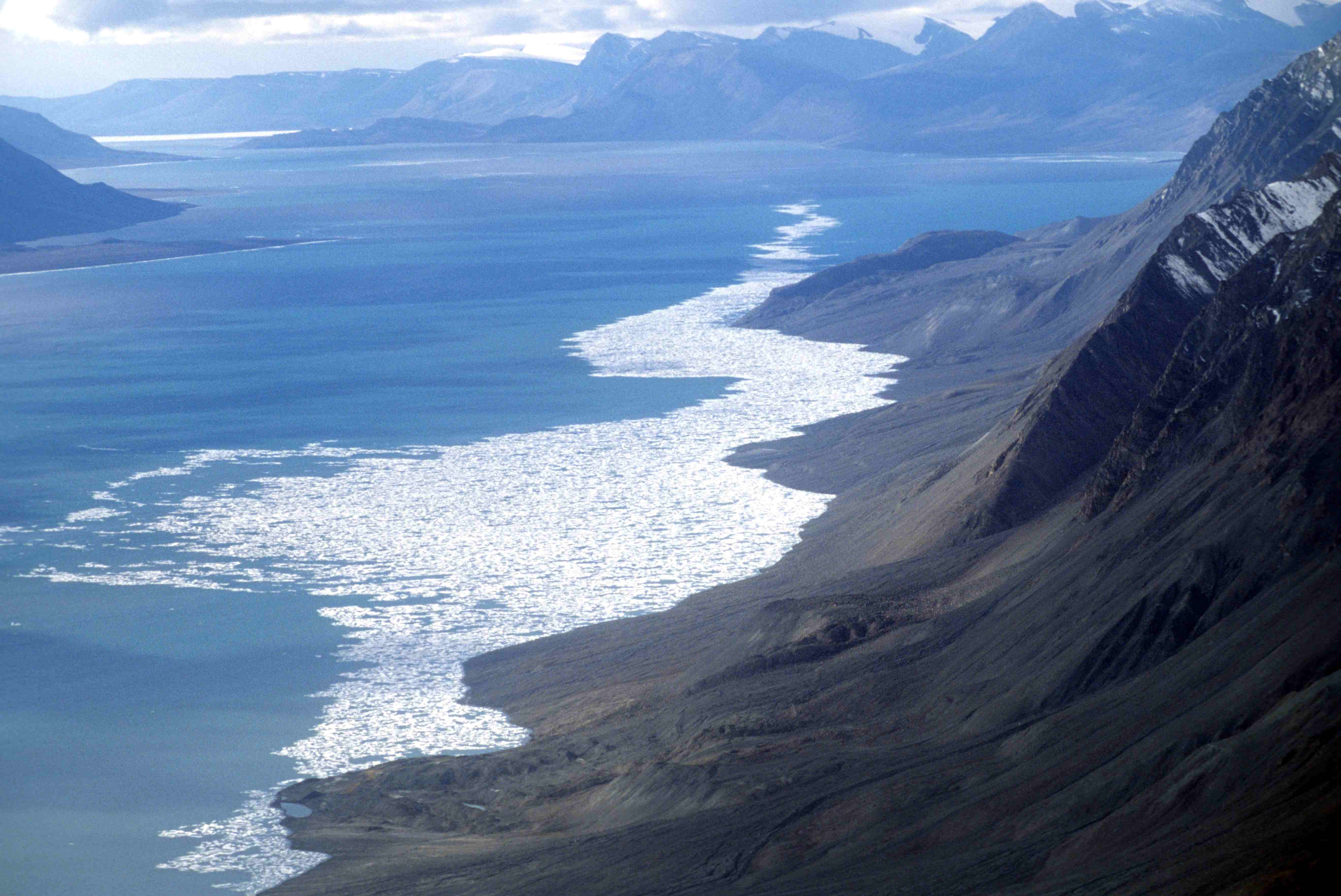
Fjord Tanquary (île Ellesmere).

Le petit âge glaciaire (1600 à 1850) a forcé les Thuléens à se diviser en de multiples cultures locales s'adaptant au nouvel environnement des différentes régions arctiques. L'occupation du Labrador par les Inuit remonte au XVIe siècle. Dès cette époque, ils rencontrèrent des chasseurs amérindiens et des pêcheurs européens qui exploitaient déjà la partie méridionale de cette côte. En 1770, lorsque les Moraves arrivèrent au Labrador, ces derniers relatent que les Inuit locaux chassaient encore la baleine. Les mauvaises conditions climatiques se faisaient possiblement moins sentir dans cette région relativement plus au sud que les autres régions nordiques.
Quant à eux, les gens qui habitaient le Sud et l'Est de l'île de Baffin ont continué à vivre la culture thuléenne jusqu'à l'arrivée des baleiniers américains et écossais au cours du XIXe siècle. Toutefois, les Inuit du Sud de Baffin comme ceux du Labrador et du Québec ont quitté leurs maisons individuelles pour de grandes maisons multifamiliales. Plus on s'approche de l'Arctique central, plus on découvre des groupes culturels différents de leurs ancêtres thuléens. C'est au cours de la petite période glaciaire que les Inuit d'Igloolik (Igloolik veut dire « là où il y a des maisons ») quittèrent leurs maisons de terre permanentes pour s'installer sur la banquise dans des villages d'igloos. L'été, ils retournaient sur la côte pour chasser les mammifères marins à l'aide de kayaks et à l'intérieur des terres pour la chasse au caribou ou pour pratiquer la pêche à l'omble chevalier.
Quant aux Barren Grounds, à l'ouest de la baie d'Hudson, ces territoires étaient occupés par des Inuit qui subsistaient grâce au caribou et au poisson. En résumé, ils accaparèrent les terres abandonnées par les Tchipewyans à la suite d'une épidémie en 1780. Avant cette date, les Inuit du caribou d'aujourd'hui étaient de culture maritime comme celle des Thuléens d'autrefois. Entre 1200 et 1500, les Thuléens arrivent dans la région de la baie Pelly et des golfes Dolphin et Union. Vu l'absence de grands mammifères marins dans cette région, ils n'ont d'autres choix que de s'adapter à la chasse aux phoques sur la banquise. Pour les Inuit du cuivre (Kugluktuk), ils continuèrent de passer l'hiver dans des habitations de pierre, de terre et de bois flotté semblables à celles de leurs ancêtres. En résumé, la technologie des Inuit de l'Arctique central semble simpliste, rustique et adaptée à une nouvelle vie de nomade.
Pour ce qui est de la mer de Beaufort et du fleuve Mackenzie, les gens de l'endroit avaient un mode de vie semblable aux gens du Nord de l'Alaska. L'hiver, ils s'abritaient dans de grandes maisons de bois flotté, ils se servaient de lampes à huile, portaient des labrets aux lèvres et aux joues et se déplaçaient en oumiak. Dans ce coin de l'Arctique de l'Ouest, les changements environnementaux et culturels ont été moins perceptibles qu'ailleurs.
Pour terminer, le Haut-Arctique avait été abandonné durant le refroidissement. Les groupes de la région ont dû mourir de faim ou sont partis rejoindre leurs parents sur la côte nord-ouest du Groenland.
Il est certain que les Inuit d'aujourd'hui ont hérité du patrimoine génétique et culturel des Thuléens. Les premiers explorateurs de l'Arctique décrivent que les Inuit rencontrés n'étaient pas de culture maritime mais plutôt une multitude de groupes culturellement différents d'une région à l'autre. La véritable culture thuléenne avait disparu. Il semble que toutes ces mutations ont été provoquées par d'importants changements environnementaux lors de la petite période glaciaire. L'isolation pendant plus de trois mille ans, combinée à un environnement des plus extrêmes a produit une culture humaine unique.

## Arrivée des Européens

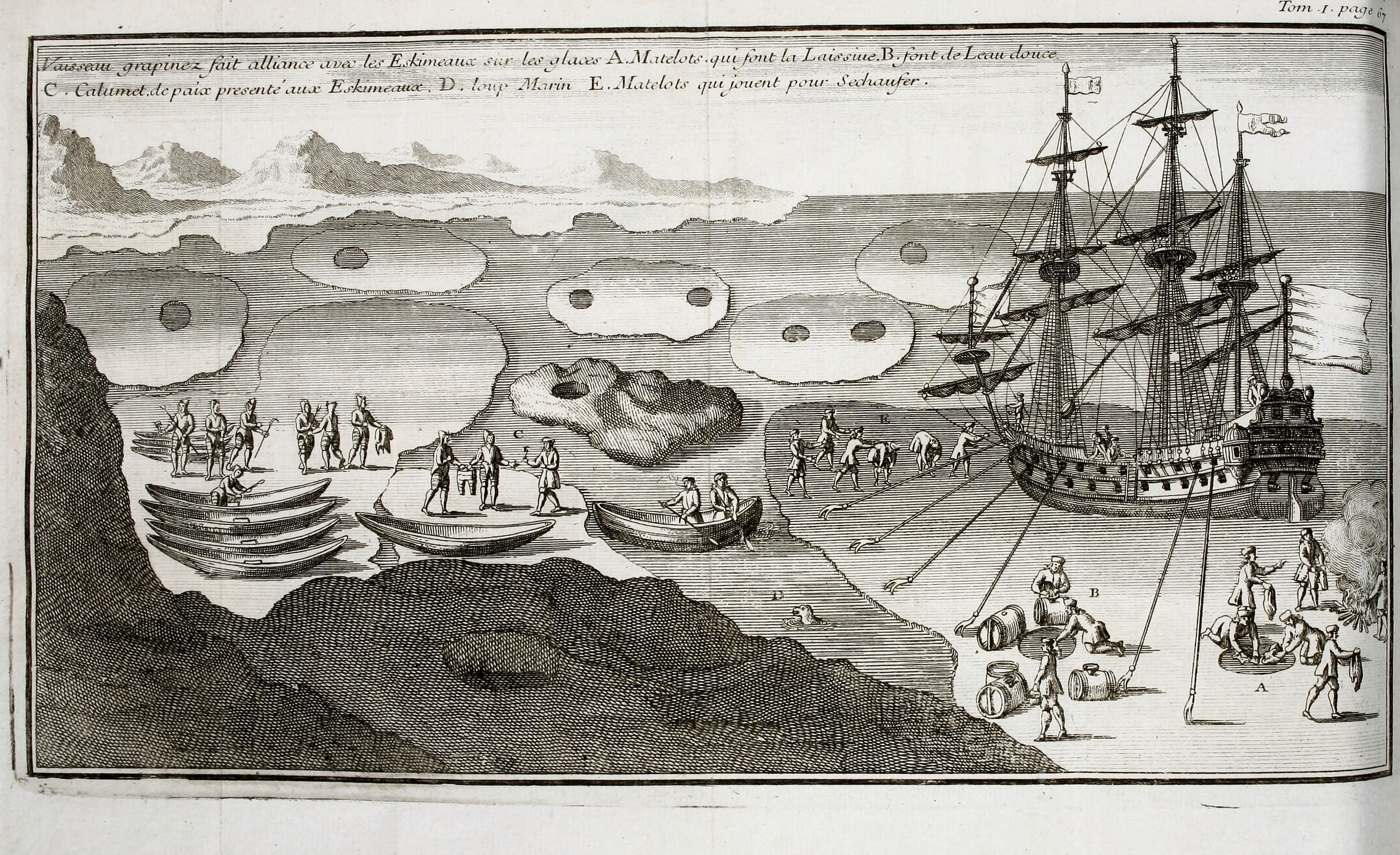
Un navire européen dans les glaces de la baie d'Hudson entrant en contact avec les Inuit en 1697.

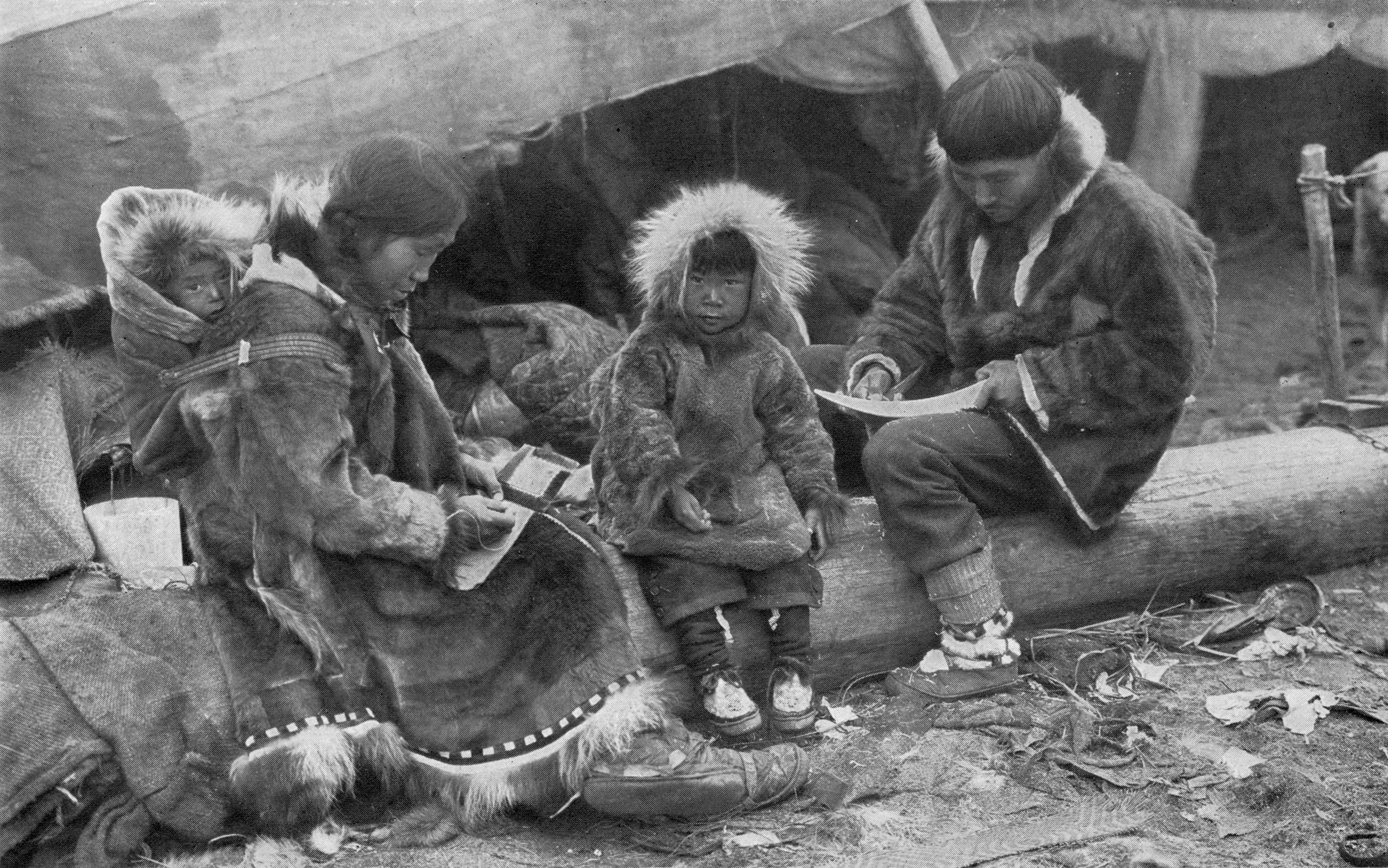
Les populations inuites sont restées peu connues avant les récits des premiers explorateurs.

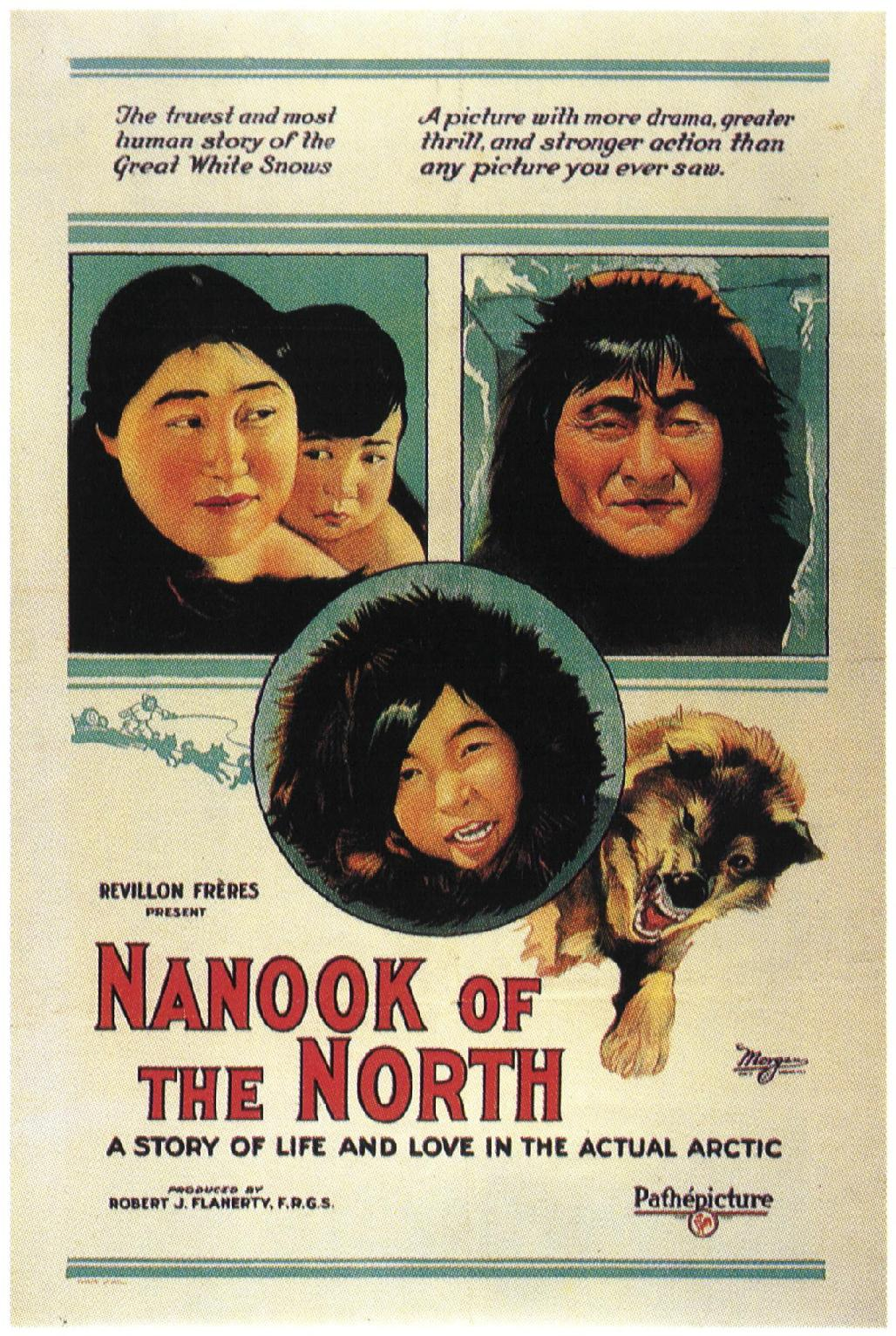
Les films d'explorateurs et d'ethnologues ont beaucoup contribué à faire connaître les Inuit dans le monde. Voir : Nanouk l'Esquimau

Carte des langues inuites.

À partir du XIXe siècle, les armes à feu bouleversent les pratiques de chasse. Les missionnaires tentent de convertir les Inuit au catholicisme ou au protestantisme tout en cherchant souvent à les sédentariser. Avec d'autres peuples premiers, les Inuit et populations du Nord de l'Europe cherchent à retrouver une certaine autonomie, au Canada, en partie accordée. Mais l'introduction de l'alcool, des maladies microbiennes jusqu'alors inconnues sous ces latitudes et de la radio, l'accès au commerce global, de la télévision et du motoneige sont après quelques décennies, causes de bouleversements sociaux, culturels et du mode de vie.

### Statut des Inuit au Canada et au Québec
Au début des années 1920, le problème sur le statut des Inuit refait surface lorsque O. S. Finnie, le directeur du département de l'Intérieur des Territoires du Nord-Ouest et du Yukon, annonce que des obligations sont liées aux droits territoriaux et que le gouvernement canadien ne devrait pas transférer ces responsabilités en éducation et en soins de santé aux commerçants et aux missionnaires. Finnie avait auparavant été choqué par les propos que l'explorateur danois Knud Rasmussen avait tenus au retour de son expédition de 1921 - 1923 sur la côte occidentale de la baie d'Hudson. Il avait déploré les misérables conditions de vie des Esquimaux de cette région. À la suite de ce constat, Finnie demande alors que cette responsabilité soit transférée au département des Affaires indiennes en proposant un amendement à la loi sur les Indiens pour pouvoir y inclure les Esquimaux. Cet amendement, très controversé à l'époque, a été l'objet d'intenses débats à la Chambre des Communes au point où Finnie dut prendre sa retraite prématurément. Arthur Meighen, un député de l'opposition conservatrice en 1924, déclare à la Chambre que la meilleure attitude que le gouvernement pourrait avoir face aux Esquimaux « serait de les laisser seuls avec eux-mêmes ». Après de nombreuses discussions, le gouvernement libéral de l'époque, en accord pour une fois avec l'opposition, annonce que la loi sur les Indiens n'est pas applicable aux Inuit. Laisser les Esquimaux seuls était le slogan à la mode dans les années 1920 et 1930, mais dans la réalité, l'Arctique était envahi par les commerçants de fourrures, les missionnaires, les baleiniers, les prospecteurs et autres. On venait de découvrir d'importants gisements pétroliers dans la région de Norman Wells, dans l'Arctique de l'Ouest. L'attention était focalisée sur le développement économique, sans assumer les responsabilités et les conséquences qui en découlent.
À cette époque, la Compagnie de la Baie d'Hudson, la « bonne compagnie » comme la surnommaient certains Inuit, avait instauré depuis un certain temps tout un système de crédit avec les autochtones. Cette façon de faire leur assurait la dépendance et un certain monopole auprès des trappeurs indiens et inuit. Devant la menace de ce transfert de responsabilités, la compagnie refusa sur le champ et déclara qu'assumer les besoins de base chez les Inuit est une obligation du gouvernement canadien. Lorsque l'administration des affaires inuits a été transférée des affaires indiennes au bureau du commissaire des Territoires du Nord-Ouest en 1927, la question du statut juridique des Inuit du Québec avait refait surface. Le commissaire écrivit alors immédiatement un mémo indiquant que les Inuit du Québec et du Manitoba ne sont pas sous son autorité. Le département des Affaires indiennes n'eut d'autre choix que d'accepter de couvrir les frais de ce groupe d'Inuit, mais seulement pour l'année 1928-29. Il transféra cette responsabilité aux provinces concernées. Le gouvernement du Québec accepte alors que les Esquimaux qui vivent sur son territoire soient perçus comme des citoyens du Québec à part entière et insiste sur le fait qu'il assumera sa part de responsabilité face aux besoins de ces derniers, mais qu'il ne veut pas payer pour les dépenses antérieures faites par le département de l'Intérieur. Mais le fédéral continue à vouloir donner ses services aux Inuit du Québec et à envoyer la facture à la province. Selon Rowat du département de l'Intérieur, l'aide devrait être distribuée par les missionnaires, les commerçants et la Gendarmerie royale. Ces dépenses seront assumées par le fédéral, puis la facture renvoyée aux autorités provinciales pour qu'elles puissent payer leur part. Le gouvernement fédéral croit qu'il est plus habile à s'occuper des affaires esquimaudes.
En 1931, en pleine Grande Dépression, le gouvernement fédéral veut que le Québec assume sa pleine responsabilité sur les Inuit de la province. Québec refuse sur le champ, il a aussi des problèmes financiers. Il envoie alors une lettre au gouvernement du Canada lui demandant comment il en arrive à décider que les Inuit du Québec n'auraient que le statut de citoyens du Québec. Rowat, du département de l'Intérieur, répond que les Inuit ne sont pas classés avec les Indiens définis à l'Acte de l'Amérique du Nord britannique et que la loi sur les Indiens ne s'applique pas aux Esquimaux. Ils sont des citoyens comme n'importe quels citoyens canadiens, sans statut particulier. « Avec tout le respect que j'ai pour les Indiens, les Inuits ne sont pas des pupilles de la Couronne. » Le Québec réplique aussitôt que l'article 91 de l'Acte de l'Amérique du Nord britannique inclut tous les aborigènes du Canada. Rowat réplique alors que le département de la Justice n'interprète pas le terme indien comme le fait le Québec. Il annonce dans la même lettre que le bateau de la Compagnie de la baie d'Hudson sera bientôt à Wakeham Bay (aujourd'hui appelé Kangiqsujuaq) qu'il transporte les représentants officiels du gouvernement fédéral et c'est le dernier endroit où l'on pourra communiquer avec eux. Il veut connaître immédiatement la position du Québec face aux Inuit résidant dans la province. Et cette réponse arriva : « nous maintenons notre interprétation du mot indien, cependant nous sommes prêts à continuer notre arrangement avec le fédéral pour une autre année ». Les positions devenaient irréconciliables. Le fédéral continuait à chaque année de réclamer au provincial le remboursement des dépenses encourues pour les Inuit du Québec.
Encore en 1933, le gouvernement fédéral envoie une autre lettre au Québec lui signifiant qu'il n'accepte aucune responsabilité sur les Esquimaux du Québec. Le Québec paie alors le compte de 1930–31 à la Compagnie de la baie d'Hudson et annonce du même coup que c'est son dernier paiement. La compagnie répond avec empressement qu'elle ne peut prendre aucune responsabilité des aides apportées aux Inuit du Québec, mais que d'un autre côté, il ne faut pas que des êtres humains meurent de faim parce qu'il y a divergence de vue entre les deux gouvernements. Prise entre l'arbre et l'écorce, la Compagnie de la baie d'Hudson demande des garanties pour continuer le ravitaillement des postes sur la rive occidentale de la baie d'Hudson. Taschereau, le premier ministre du Québec de l'époque, répond à la compagnie que le gouvernement du Québec prendra bientôt les actions nécessaires, devant la Cour suprême du Canada, pour régler ce problème de juridiction. La Compagnie de la baie d'Hudson continuera alors à faire crédit aux Inuit du Québec pour les besoins de première nécessité comme la farine.
Que ce soit le gouvernement fédéral, le gouvernement provincial, la Compagnie de baie d'Hudson, tous jouent au poker avec le bien-être des Inuit du Québec[réf. nécessaire]. Le 2 avril 1935, le drame se déplace alors en Cour suprême. Il faut que cette dernière réponde à la question posée par le Québec : « Est-ce que le terme indien utilisé à l'article 91 de l'Acte de l'Amérique du Nord britannique de 1867 inclut aussi les Esquimaux résidant dans la province de Québec ? ». La réponse affirmative dans un jugement unanime de tous les juges arrive le 5 avril 1939 et, comme c'est le cas pour plusieurs décisions juridiques, apporte plus de problèmes qu'elle n'en règle. La première réaction du fédéral fut d'en appeler de ce jugement devant le Conseil privé de Londres. Des élections fédérales furent déclenchées, puis l'Allemagne envahit l'Europe, déclenchant la Seconde Guerre mondiale ; on fit en sorte que la cause ne soit jamais rendue jusqu'à Londres. Durant tout ce temps, la situation légale des Inuit du Québec ne s'était pas clarifiée pour autant. Les administrateurs fédéraux séparaient la juridiction d'un côté et la responsabilité de l'autre. Il ne fallait surtout pas que les Inuit obtiennent un statut particulier comme les Indiens. Ce sont des citoyens libres et responsables. On s'occupe d'eux mais sans privilège particulier. De toute façon, que ce soit pour les Inuit ou pour les Indiens, le but était le même : l'assimilation, dans les plus brefs délais, à la culture dominante. Si jamais les administrateurs fédéraux pour l'Arctique avaient eu à écrire une loi sur les Esquimaux, voici l'esprit qui les animait à cette époque : « Si une loi sur les Esquimaux devait être promulguée, nous aurons besoin de définir le terme esquimau. Cependant, si nous acceptons le fait que les Esquimaux ne sont pas des sujets du gouvernement canadien, mais simplement, un petit groupe de défavorisés vivant dans un environnement difficile, il ne semble pas que nous ayons le besoin de définir plus que la définition que nous donnons aux Canadiens-Français, aux Chinois-Canadiens ou à tout autre groupe ethnique. » [réf. nécessaire]Et ironiquement, c'est cette façon de penser qui a servi au gouvernement du Québec dans les années 1960 lorsqu'il a changé sa position pour ce qui avait trait à sa responsabilité face aux Inuit de la province. Tout à coup, le Nord-du-Québec et ses habitants devenaient intéressants pour le gouvernement provincial. C'était René Lévesque, député libéral à l'époque, qui était chargé des affaires du Nord pour le Québec. Il ne faut pas oublier qu'il était aussi le ministre des ressources naturelles et qu'il est le père de la nationalisation de l'électricité. Les élus provinciaux de l'époque découvraient les énormes potentiels de développement hydroélectrique à la baie James et dans le Nord québécois. Les intérêts économiques dépassaient une fois de plus les intérêts philanthropiques.
Après toutes ces années de dispute, le gouvernement fédéral a accueilli très favorablement ce transfert de responsabilité vers la province. Le premier ministre Pearson expliqua que la politique gouvernementale, après une période transitoire, était d'intégrer les Autochtones du Canada aux programmes fédéraux et provinciaux normaux pour tous les Canadiens. Ainsi, il sera plus facile pour les Canadiens d'accepter que les Autochtones soient égaux socialement parlant. C'est avec cette même philosophie que Pierre Trudeau arriva avec son Livre blanc de 1969 sur les Premières Nations. Comme vu précédemment, les Indiens l'ont refusé sur le champ et il a dû le mettre de côté. Mais les Inuit du Québec n'étaient pas du tout d'accord avec ce changement d'autorité. Certains résidents de la baie d'Hudson ont même menacé de déménager sur les îles Belcher. Les coopératives inuites du Québec ont passé à deux cheveux de se dissoudre et d'aller se reformer à Sanikiluaq. Mais les autorités québécoises leur ont assuré qu'elles assumeraient toutes leurs responsabilités de juridiction provinciale. Mais le Québec ne voulait plus que ces services soient assurés par des agents fédéraux. La Direction générale du Nouveau-Québec était alors fondée et pendant les dix ans qui ont suivi, tous les services ont été disponibles en double. Le pendule de la juridiction était donc revenu à la même place qu'au début des années 1920. En résumé, les Inuit du Canada ne sont toujours pas inclus dans la loi sur les Indiens, donc n'ont toujours pas de statut juridique particulier.

### Assimilation par la déculturation
Les réinstallations étaient considérées comme une solution à certains problèmes perçus par le gouvernement ou d'autres organismes. Dans certains cas, la réinstallation accompagnait d'autres changements touchant la vie des Autochtones, changements qui résultaient souvent eux-mêmes de politiques gouvernementales. L'analyse révèle que si les motifs utilisés pour justifier les réinstallations sont nombreux et difficiles à déterminer, on peut classer les réinstallations en deux grandes catégories : celles qui étaient d'ordre administratif et celles qui étaient liées au développement. Les réinstallations d'ordre administratif sont des déplacements de populations destinées à faciliter les opérations du gouvernement ou à répondre à des besoins qu'on percevait chez les Autochtones. Comme exemple, peuvent être cité : les Micmacs (Nouvelle-Écosse), les Inuit d'Hebron (Labrador), les Dénés Sayisi (Manitoba) et certaines Premières Nations du Yukon. Pour remettre les autochtones en contact avec la nature pour favoriser l'autosuffisance et les éloigner des influences négatives des établissements non autochtones, il y a les Inuit de l'île de Baffin vers l'île Devon et les multiples déplacements des Inuit du Keewatin et au Québec. Le développement a souvent été utilisé pour justifier les déplacements, et ce partout dans le monde. Les réinstallations sont alors la conséquence de politiques nationales de développement dont le but avoué est principalement le bien des réinstallés ou encore l'implantation de projets industriels. Pour la récupération de terres à des fins agricoles, comme exemple : les Ojibwés (Ontario) et les Métis de Sainte-Madeleine (Manitoba). Pour la récupération de terres pour l'urbanisation, il y a les Songhees (Colombie-Britannique). Pour la construction de barrages hydroélectriques, par exemple les Cheslattas T'en (Colombie-Britannique), les Cris Chemawawin (Manitoba) et de Fort-George (Québec).

#### Réinstallations d'ordre administratif
Dans les années 1950, tout comme les Micmacs de Nouvelle-Écosse, les Inuit d'Hebron et de Nutak au Labrador ont vécu une centralisation forcée. Parce que les gouvernements n'avaient pas le choix de fournir des services à tous les Autochtones, même ceux des régions éloignées, les politiciens décidèrent de regrouper ces populations dans les petites communautés existantes du Sud du Labrador. Alors que l'économie de prédation leur fournissait depuis toujours tout le nécessaire à une vie heureuse et communautaire, ces Inuit n'eurent d'autre choix que de tenter de s'adapter à la vie des collectivités du Sud. On a même séparé les familles en provenance d'un même village. Cinq familles de Hebron iraient à Nain, 10 à Hopedale et 43 à Makkovik. Cette façon désordonnée de faire les choses a été extrêmement douloureuse pour ces Hebronimiuts. Comme en Nouvelle-Écosse, lors des déménagements, la plupart des nouvelles maisons n'étaient pas encore construites dans les villages d'accueil. Plusieurs familles ont dû s'entasser dans des logements de piètre qualité. Comme pour toutes réinstallations, peut-être la chose la plus importante, les fonctionnaires n'ont pas tenu compte des liens qui unissent les Inuit au territoire. Paulus Nochasak a très bien résumé la situation : « nous avons dû aller dans un endroit qui n'était pas notre terre ». La Commission royale sur le Labrador de 1974 a conclu que le programme de réinstallation dans le Nord avait été une opération futile et inconsidérée ayant causé injustices et souffrances aussi bien aux Inuit qu'aux résidents des collectivités d'accueil. Elle a conclu que les programmes gouvernementaux de réinstallation au Labrador avaient été considérés par le gouvernement comme une fin en soi et non comme un élément d'un processus de développement. D'autres erreurs fondamentales ont été commises du fait que l'on n'a pas pris en compte ou cherché à connaître les souhaits et les aspirations de tous ceux touchés par la réinstallation, et aussi du fait que la planification était d'une très grande médiocrité.
C'est avec une idéologie d'intervention minimaliste auprès des populations inuites que les administrateurs du Nord entreprirent un vaste plan de colonisation des territoires vierges des îles Baffin et Devon. Diverses recherches ont toutefois révélé plus tard que des motifs de souveraineté du territoire arctique étaient aussi derrière cette décision d'aller de l'avant avec le premier projet officiel de réinstallation des Esquimaux. En 1934, 53 hommes, femmes et enfants de Pangnirtung, Pond Inlet et Cape Dorset, avec 109 chiens, traîneaux, kayaks et bateaux furent déménagés sur l'île Devon (Dundas Harbour). Après deux années passées dans cette contrée déserte, les très mauvaises conditions climatiques et de glace ont finalement convaincu les Inuit de vouloir rentrer chez eux. La prétendue expérience destinée à éprouver la capacité des Inuit à s'adapter à cet endroit s'est soldée par un échec total. Les gens de Pangnirtung furent rapatriés chez eux en 1936. Par contre, ceux de Cape Dorset et de Pond Inlet ont appris avec stupeur qu'ils seraient plutôt déplacés à Arctic Bay où un poste de traite était sur le point d'ouvrir. Tout juste un an plus tard (1937), ces familles furent de nouveau déplacées à Fort Ross (île Somerset). Durant dix ans, en raison des problèmes chroniques d'approvisionnement par bateau à cet endroit, les Inuit vécurent presque exclusivement de thé, de biscuits de ration et de farine. On peut lire dans un rapport de 1943 que les réinstallés entretenaient toujours la folle idée de retourner à Cape Dorset. En 1947, on les transféra pour la quatrième fois, à Spence Bay (Taloyoak aujourd'hui) cette fois. On trouve encore aujourd'hui des descendants de ce petit groupe d'Inuit dans ce village. C'est probablement dans l'épisode de l'île Devon que s'illustre le plus clairement l'analogie qui consiste à déplacer des humains comme des pions sur l'échiquier de l'Arctique. En effet, un petit groupe d'Inuit a fait l'objet de transplantations successives dans quatre lieux différents, au gré des intérêts économiques changeants de la Compagnie de la Baie d'Hudson et avec pour toile de fond les intérêts géopolitiques de l'État.
Malgré l'échec de ce premier plan de réinstallations, dans les années 1950, un administrateur du ministère des Affaires indiennes et du Nord rédige une longue note sur une nouvelle idée de déménagements des populations de l'Arctique. Pour cet auteur anonyme, la solution serait de les déplacer tous, dans deux ou trois villes du Sud du Canada. On pensa en effet, à l'implantation d'un village inuit à Hamilton (Ontario), un autre à Winnipeg (Manitoba) et un dernier près d'Edmonton (Alberta). Ce plan permettrait une meilleure gestion des besoins de ces gens au lieu de les laisser disséminés le long des 15 000 kilomètres de côtes de l'océan Arctique. Quant à leur civilisation, il convient de s'y opposer implacablement, en raison du peu d'espoir de la voir évoluer. Voilà un bel exemple d'une certaine idéologie raciste qui régnait parmi les fonctionnaires et les politiciens de l'époque. Heureusement, cette idée que l'on peut qualifier d'ethnocentriste, n'a jamais été mise en application.
Pendant que les fonctionnaires préparaient la relocalisation des Inuit vers le sud, les projets visant à multiplier les réinstallations dans l'Extrême-Arctique allaient bon train. Encore pour des raisons non avouées de souveraineté sur l'archipel arctique, le gouvernement du Canada préparait l'une des plus tragiques histoires des régions nordiques. Il fallait trouver une solution au « problème esquimau » de l'époque et ces déménagements devaient être présentés comme spectaculaires auprès de la population canadienne du Sud. Une fois de plus, il y avait eu promesse de jour meilleur de la part du gouvernement canadien auprès de ces migrants forcés. Le 25 juillet 1953, trente-quatre personnes (sept familles) de Port Harrison (Inukjuak) embarquent sur le navire C. D. Howe en direction de l'île d'Ellesmere et Cornwallis dans le Haut-Arctique. Trois jours plus tard, trois familles (seize personnes) de Pond Inlet les rejoignent sur le pont d'acier du navire gouvernemental. Le lendemain, le C. D. Howe arrive à Craig Harbour (île Ellesmere) pour y débarquer cinq familles. Henry Larsen, un officier supérieur de la Gendarmerie royale du Canada, les décrit comme suit : « Ils sont sales, déguenillés, d'apparence négligée, un lot de colons n'ayant pas belle apparence. » Les autres, restés sur le bateau, sont transférés sur le brise-glace Iberville qui tentera vainement de rejoindre Alexandra Fiord un peu plus au nord. Après cette tentative avortée, le brise-glace revient à Craig Harbour pour y débarquer deux autres familles. Les dix-huit Inuit restants seront amenés quelques jours plus tard à Resolute Bay. Sans avertissement aucun, des familles se trouvaient ainsi séparées. L'un des exilés dira plus tard : « Nous avons été totalement abandonnés sur les plages de Craig Harbour et de Resolute Bay. » Un an plus tard, ceux de Craig Harbour seront déménagés une seconde fois, à cent kilomètres plus à l'ouest, soit à Grise Fiord. Le caporal Glenn Sargent de la gendarmerie, un an après l'arrivée des Inuit à Craig Harbour, informait ses supérieurs en écrivant « que la région de Craig Harbour est leur Jardin de l'Éden ». Il écrivait aussi que les Inuit avaient beaucoup de succès à la chasse ; en réalité, c'était exactement le contraire. À ces latitudes si nordiques, le gibier se fait rare. Dans la nuit polaire qui dure quatre mois, un chasseur avait même passé de longues heures à attendre un phoque au-dessus de son trou de respiration, mais en réalité, ce point noir n'était qu'une crotte de renard. Entre 1953 et 1960, la majorité des enfants de Resolute étaient devenu orphelins. Les parents étaient décédés de désespoir, de maladies et de conditions trop extrêmes. Un célèbre politicien de l'époque a déclaré : « s'ils veulent revenir, qu'ils payent ». Ce n'est qu'à la fin des années 1990, que le gouvernement fédéral accepta de dédommager les familles qui furent déplacées. Cependant, il a toujours refusé de s'excuser et d'avouer les vraies raisons de ces réinstallations catastrophiques.

## Vulnérabilité sanitaire et environnementale
- Vulnérabilité immunitaire : L'isolement géographique et la rareté des microbes sous les climats froids n'avait pas préparé le système immunitaire des Inuit au contact avec la grippe, la tuberculose ou d'autres maladies. Au XXe siècle, la pandémie de grippe espagnole a décimé de nombreuses communautés inuites.
- Vulnérabilité aux métaux lourds : L'agriculture est impossible en Arctique. La chasse et la pêche sont donc les seules sources traditionnelles d'aliments. Or les polluants émis dans l'hémisphère nord tendent à se concentrer dans la zone arctique où ils se déposent en contaminant l'océan Arctique[24] et/ou les zones polaires émergées[25]. Qui plus est, une intoxication saturnique chronique semble avoir touché une grande partie de la génération des enfants nés des années 1920 aux années 1990 au moins, tandis que l'usage des fusils se répandait, ajoutant la toxicité des munitions au plomb à celle d'autres polluants ; au point que certains chercheurs dans les années 1980 parlaient d'« épidémie silencieuse d'empoisonnement par les métaux »[26]. Les cartouches à grenailles de plomb ont contaminé la chaîne alimentaire, via notamment le plomb des grenailles consommé par les oies qui les mangent sur les lieux de chasse. Une analyse isotopique du sang prélevé dans le cordon ombilical[27] des bébés inuits, au moment de la naissance, montre que le plomb qui les contamine (huit fois plus de bébés inuits étaient atteints de saturnisme à la naissance qu'au Sud du Québec) provient des cartouches de chasse, et non de retombées atmosphérique ou des poissons ou phoques, autres hypothèses avancées[28],[29]. Néanmoins, si le plomb est bien interdit pour les chasseurs canadiens, une tolérance a persisté pour les Amérindiens et les Inuit alors que les cartouches au plomb sont encore vendues à moindre prix que celles aux grenailles d'acier doux (métal pourtant moins coûteux).

Ce constat de plombémie excessivement élevée a été confirmé au début des années 2000 côté Groenland. Pour mieux comprendre ce phénomène une étude récente (2005) a comparé le plomb contenu dans des échantillons de foie d'Inuit et de caucasiens danois décédés de diverses causes. À âge et sexe égal, les différences sont remarquables : les foies d'Inuit se sont montrés beaucoup plus chargés de plomb, et chez les hommes plus que chez les femmes (alors que les femmes accumulent plus de mercure). La différence Homme-Femme entre taux de plomb dans le foie était nette chez les Inuit, et à peine marquée chez les Danois. 81 1 % des échantillons danois étaient sous la limite de détection du plomb, alors que tous les foies d'Inuit étaient au-dessus. Dans les deux cas (Inuit et Danois, le plomb était d'autant plus présent dans le foie que la personne était âgée, ce qui montre une exposition chronique et bioaccumulative. La teneur médiane (percentile 5-95) était de 14,96 μmol/kg de foie sec (4,83 à 74,80) chez les Inuit, et inférieure à 0,05 μmol/kg de foie sec (moins de 0,05 à 29,44) chez les Danois. Toutes les Inuit avaient des teneurs en plomb du foie dessus de la limite de détection, alors que 60 Danois (81 %) avaient la teneur en plomb du foie en dessous de la limite de détection. Selon les auteurs de ces études, l'explication la plus plausible de cette plombémie est (comme pour les Inuit du Canada) la consommation d'oiseaux atteints de saturnisme aviaire à la suite de l'ingestion de grenaille de plomb, laquelle peut se poursuivre longtemps après l'interdiction du plomb, tant que la grenaille tombée au sol reste exposée aux oiseaux qui la recherchent comme gastrolithes, les oies et eiders par exemple.
De manière générale, la chasse au fusil et la consommation traditionnelle d'animaux situés en haut de la chaîne alimentaire exposent les Inuit à des taux élevés de mercure et autres polluants bioaccumulables,. Ainsi les taux de mercure (issu de la chair d'animaux arctiques consommés comme nourriture) et de cadmium (surtout attribuable au tabagisme) sont anormalement et excessivement élevés dans les échantillons sanguins de nombreux Inuit, avec toutefois une nette amélioration de la concentration sanguine moyenne de 1992 à 2004 (descendue à 51,2 nmol/L, soit une diminution de 32 % en douze ans), avec toutefois de fortes différences selon l'âge et selon la consommation de viande de mammifères marins (phoques, morses, cétacés…) qui constituent la première source de mercure chez les Inuit. Le mercure sanguin est statistiquement plus élevé chez les adultes de 45 à 74 par rapport aux jeunes, comme on l'a observé en 1992 et dans d'autres études,,,. Le mercure n'étant pas (à la différence du plomb) connu pour s'accumuler dans les tissus humains, ces différences laissent penser que les jeunes adultes dans les années 2000 consomment beaucoup moins d'aliments traditionnels (mammifères marins, oies, canards…) que les plus âgés, ce que les enquêtes alimentaires confirment. D'ailleurs, les études montrent aussi que les résidents de la baie d'Hudson restent – en moyenne – plus contaminés par le mercure que ceux de la baie d'Ungava où la nourriture est moins traditionnelle. On avait déjà démontré en 1992 que les taux de mercure étaient plus élevés chez les Inuit plus âgés consommant plus de phoque et de béluga (foie en particulier). Les enquêtes alimentaires montrent que la portion moyenne quotidienne de viande de mammifère marin est passée de 28,7 g/jour en 1992 à 17,5 g/jour en 2004 (-40 % en douze ans), et des aliments moins contaminés (omble chevalier par exemple) sont plus souvent mangés. Cependant la charge corporelle de mercure (51,2 nmol/L en moyenne) est encore près de quatorze fois plus élevée au Nunavik que dans la population générale québécoise (3,7 nmol/L) et elle est plus du double de celle observés chez les Cris d'Oujé-Bougoumou (21,3 nmol/L, moyenne calculée pour 169 personnes) et bien plus élevée que celle des Nemaska (14,4 nmol/L, moyenne calculée pour 71 personnes) au Québec, sans toutefois atteindre les taux très élevés mesurés chez les grands consommateurs de poisson de luxe (marlin, espadon…) de San Francisco, ou des indiens amazoniens exposés au mercure de l'orpaillage. Les Inuit canadiens présentent en outre des taux de mercure moins élevés que celles du Groenland. les progrès fait depuis 1992 (51,2 nmol de mercure par litre de sang en 2004) ont permis qu'en moyenne et pour le mercure, le seuil de 99,7 nmol/L établi par Santé Canada pour la population générale adulte ne soit pas dépassé. Néanmoins, chez certaines personnes, des taux de mercure sanguin atteignant 1 200 nmol/L étaient encore relevés en 2004 (douze fois le seuil maximal recommandé au Québec), et 28 % de la population générale du Nunavik dépassaient en 2004 ce seuil, et ce sont 72 % des femmes en âge de procréer qui dépassaient le seuil fixé pour limiter les risques pour l'embryon (28,9 nmol/L au Canada). Chez les enfants exposés in utero, de bas taux de contamination peuvent avoir des effets psychomoteurs et sur le développement du cerveau,.
Des progrès spectaculaires ont aussi été constaté de 1992 à 2004 pour le plomb, avec une plombémie moyenne redescendue à 0,19 mmol/L (soit une diminution de 55 % en douze ans). Les plus âgés conservant toutefois des plombémies plus élevées.
Le cadmium sanguin a également diminué durant la même période (-22 %) et les analyses sanguines montrent que l'origine de ce cadmium est en grande partie due au tabagisme (les données stratifiées selon l'usage du tabac montrent des moyennes variant de 5,3 nmol par litre de sang chez les Inuit n'ayant jamais fumé, à 40,4 nmol/L chez les fumeurs). L'autre source identifiée, mais de moindre importance est le foie et les reins du caribou, deux organes de détoxication connus chez d'autres espèces pour bioaccumuler le cadmium). Ces progrès sont attribués aux campagnes de sensibilisation sur l'alimentation, le passage aux cartouches sans plomb, mais les auteurs pointent le besoin de sensibiliser aux risques du tabagisme.
Bien que partiellement protégée grâce à une nourriture riche en omégas, les Inuit restent plus vulnérables que la moyenne à ces contaminants environnementaux.

### Les énergies Tarquti
Tarquti est une entreprise québécoise spécialisée dans l’énergie renouvelable, détenue à 100 % par les communautés inuites du Nunavik, dans le Nord-du-Québec. Elle développe des projets d’énergie renouvelable pour réduire les émissions de gaz à effet de serre.

#### Contexte arctique
Les communautés inuites du Québec sont isolées du réseau électrique principal d’Hydro-Québec. Chaque communauté est son propre réseau autonome, historiquement alimenté entièrement au diesel, une énergie fossile à l’origine des changements climatiques. En développant de l’énergie renouvelable dont la propriété réside chez les communautés autochtones du Nunavik, Tarquti permet le développement durable de ces collectivités.

#### Énergie renouvelable en milieu arctique
L’exemple de la Mine Raglan, où une éolienne développée par Tugliq est en fonction depuis 2015, montre que cette forme d’énergie est adaptée au milieu arctique car elle permet de produire par temps froid, malgré la neige, et la nuit, des moments où l’électricité est particulièrement en demande dans ces latitudes.
Tarquti a annoncé en 2022 un partenariat avec Hydro-Québec pour le verdissement des réseaux autonomes de 12 des 14 communautés inuites du Nunavik, soit toutes sauf Kuujjuarapik-Whapmagootsui et Inukjuak, qui seront dotées, dès 2022, d’une installation hydroélectrique détenue en partie par la communauté.
L’énergie solaire photovoltaïque est également étudiée en milieu arctique, comme dans d’autres communautés situées encore plus au nord, comme au Yukon.

#### L’énergie renouvelable comme levier de développement durable
La transition énergétique vers l’énergie renouvelable pour les communautés du Nunavik crée des opportunités pour permettre aux peuples autochtones de développer des emplois et des entreprises qui ne seraient pas viables écologiquement ou économiquement si elles sont alimentées exclusivement à l’énergie fossile. Ainsi, des projets de serres en milieu arctique sont envisagées afin de d’améliorer l’offre alimentaire. Le savoir-faire inuk en énergie renouvelable pourra également offrir des alternatives moins polluantes aux sociétés minières, par exemple.
D’ailleurs, afin de soutenir les efforts de décarbonation du Québec dans son ensemble, les initiatives inuites permettront de réduire encore les émissions de GES due à l’électricité, avec l’objectif de porter à 80 % l’approvisionnement des réseaux autonomes en énergie renouvelable d’ici 2030.
- Vulnérabilité aux pesticides et à de nombreux polluants organiques persistants[49] : L'exposition des enfants et femmes enceintes, et de toute la population inuite aux pesticides et à divers organochlorés[50]. Ces produits sont très bioaccumulables dans les graisses animales. La nourriture traditionnelle contamine ainsi les femmes (plus que les hommes), et à des doses « inacceptables »), notamment via la consommation de viande et de graisse de phoque annelé, de morse ou via le lard de mattak (Baleine boréale) ou la graisse du narval[51].

Divers polluants organiques, tels qu'organophosphorés, HAP, PCB, dioxines, furanes… se concentrent dans la chaine alimentaire. Les Inuit qui consomment traditionnellement beaucoup de graisses animales y sont plus exposés que la moyenne, avec des troubles neurologiques possibles pour les enfants qui y ont été exposés in utero.
- Vulnérabilité aux cancers : Les Inuit des régions circumpolaires (Alaska, Nord-Ouest du Canada et du Groenland) étaient au début du XXe siècle considérés comme épargnés par les maladies malignes (cancers, tumeurs)[54]. Ce n'est plus le cas, dont en raison d'une augmentation de l'espérance de vie[54], puis à partir des années 1950[54] d'une pollution croissante de leur environnement et de changements importants de modes et conditions de vie (les cancers du poumon, du côlon et du sein ont alors considérablement augmenté, en lien probablement avec la diffusion du tabagisme[54], de l'alcool, d'une autre alimentation[54]. Après vingt ans d'observation, les épistémologistes ont conclu que les Inuit ne sont pas épargnés par les cancers, mais avec une répartition particulière[54] et certaines spécificités[55],[56] encore non expliquées. Les cancers des voies aérodigestives se distinguent avec un taux élevé de cancer des fosses nasales chez les hommes inuits (plus élevé qu'en zone cicumpolaire (Danemark, Connecticut et Canada par exemple). L'incidence du cancer du poumon est parmi les plus élevés au monde (pour les hommes et les femmes)[57] alors que le cancer du larynx est parmi les plus bas[57]. « Le modèle de tabagisme chez les Inuit, éventuellement combiné avec des cofacteurs liés à l'environnement et l'alimentation, sont considérées comme les facteurs pertinents de causalité »[57], du sein[58], mais parfois avec des taux de cancers très bas pour le de la peau par exemple (mélanome et non-mélanome), ou inversement très élevés (record du monde en termes de risque de cancer du col de l'utérus pour les femmes inuites, avec un risque trois à quatre fois plus élevés que pour les femmes danoises, canadiennes et des États-Unis[59] ; par contre les taux de cancers des os[Lequel ?], des tissus conjonctifs, du cerveau, de l'œil, de la thyroïde ou des ovaires sont comparables à ceux de la population danoise ou de populations d'autres zones circumpolaires (Connecticut, Canada)[60],[61]. Le taux de cancer du testicule est bas, et celui de cancer de la prostate chez les hommes inuits est plus bas que dans ces régions circumpolaires et même le plus bas au monde, en raison de facteurs alimentaires semble-t-il[62].
- Vulnérabilité aux TDAH (trouble du déficit de l'attention) et aux polluants neurotoxiques:

Divers contaminants environnementaux (dont le mercure et le plomb,, même à très faible dose) sont des causes suspectées ou avérées de TDAH (« Troubles de déficit de l’attention avec hyperactivité ») voire de retard mental et de diminution de la taille du cerveau. L'analyse du sang de cordon de 279 bébés inuits du Nunavik a confirmé de taux de mercure excessifs pour l’embryon et le fœtus dans cette région. Un suivi épidémiologique de ces enfants a montré chez eux un triplement du risque de TDAH (tels que définis aux États-Unis). Le mécanisme toxicologique serait une perturbation du système dopaminergique induite par le mercure. L’étude confirme aussi un risque similaire chez les enfants dont le sang (mais non le sang de cordon) est le plus concentré en plomb (lequel peut altérer le développement du cortex préfrontal impliqué dans le contrôle des émotions et de l’impulsivité). Les toxicologues précisent que les PCB (présents dans le sang de ces enfants ou dans le sang de cordon) ne semblent pas ici en cause (mais d’autres études laissent penser qu'ils sont aussi un facteur de risque de TDAH). Le taux de mercure sanguin du cordon dépasse souvent le seuil critique de 11,4 microgrammes (µg), seuil rarement dépassé au Canada ou aux États-Unis. Et pour le plomb, des effets de type TDAH sont observés dès 1,6 µg/dl de sang, soit très en dessous du seuil de 10 µg/dl retenu pour l’exposition in utero, ce qui « confirme le besoin de revoir à la baisse le niveau tolérable pour les enfants et de lancer des interventions afin de réduire l’exposition au plomb ».

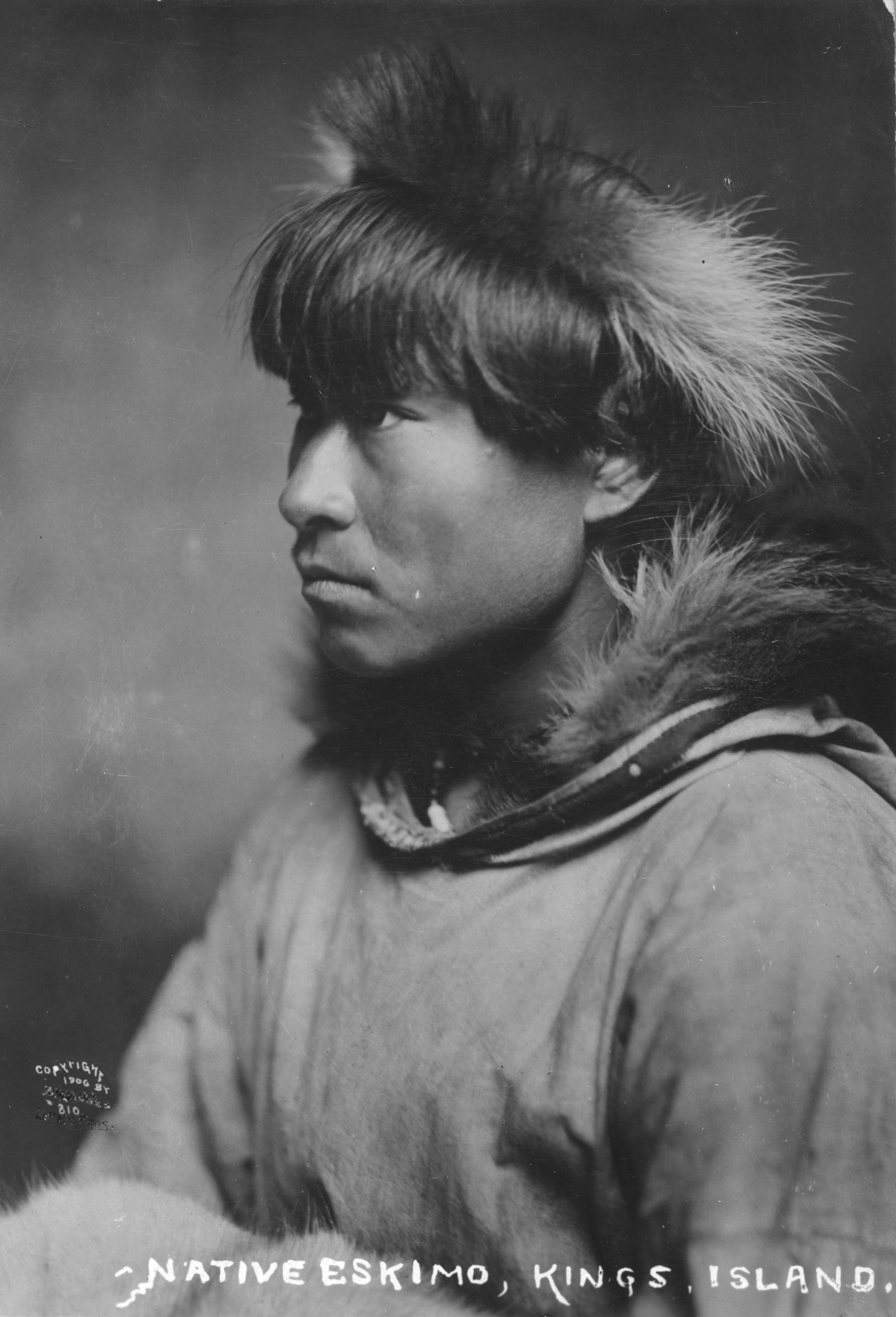
1906 – Natif inuit (Inuk).
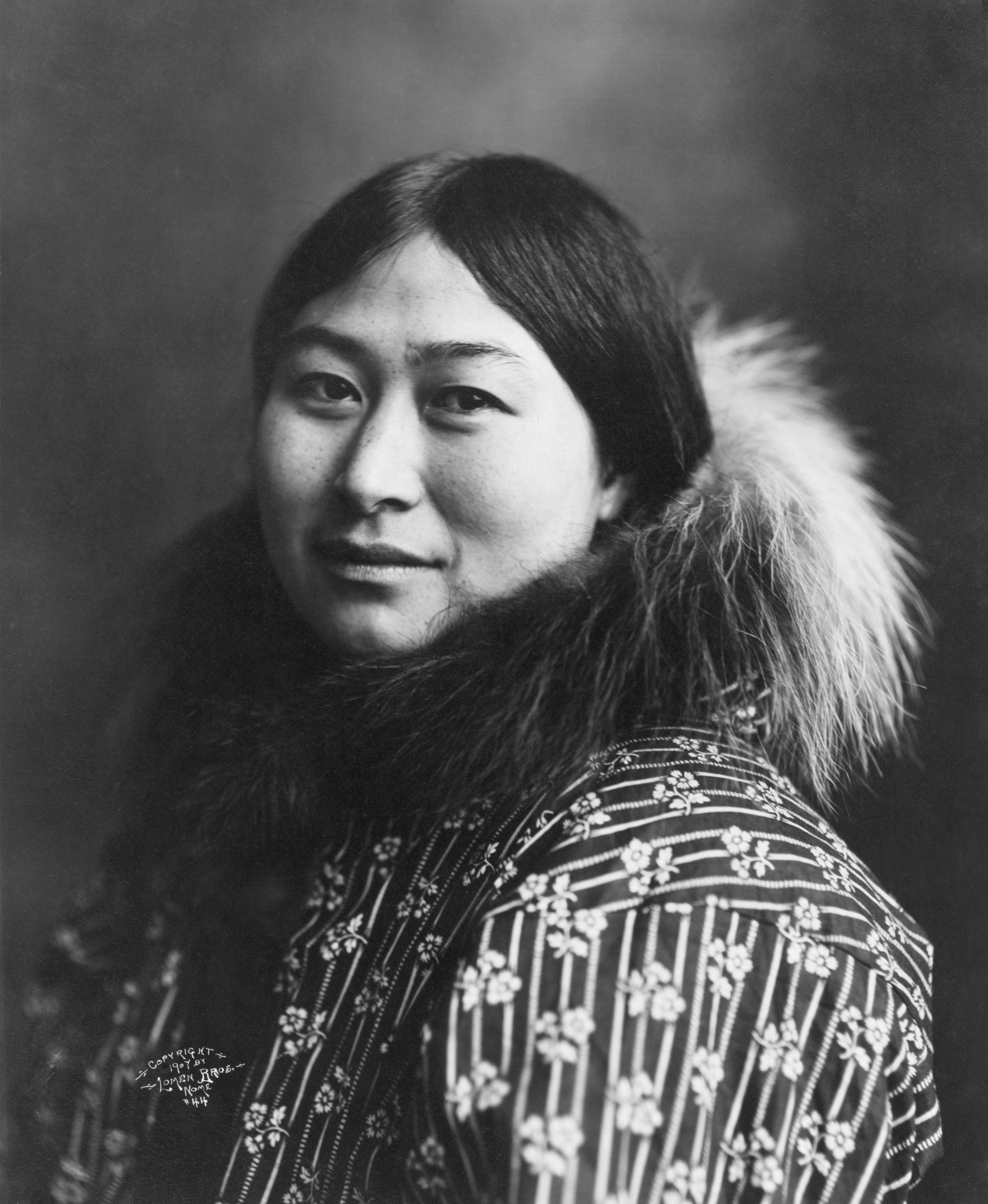
Une femme inuk en 1907.
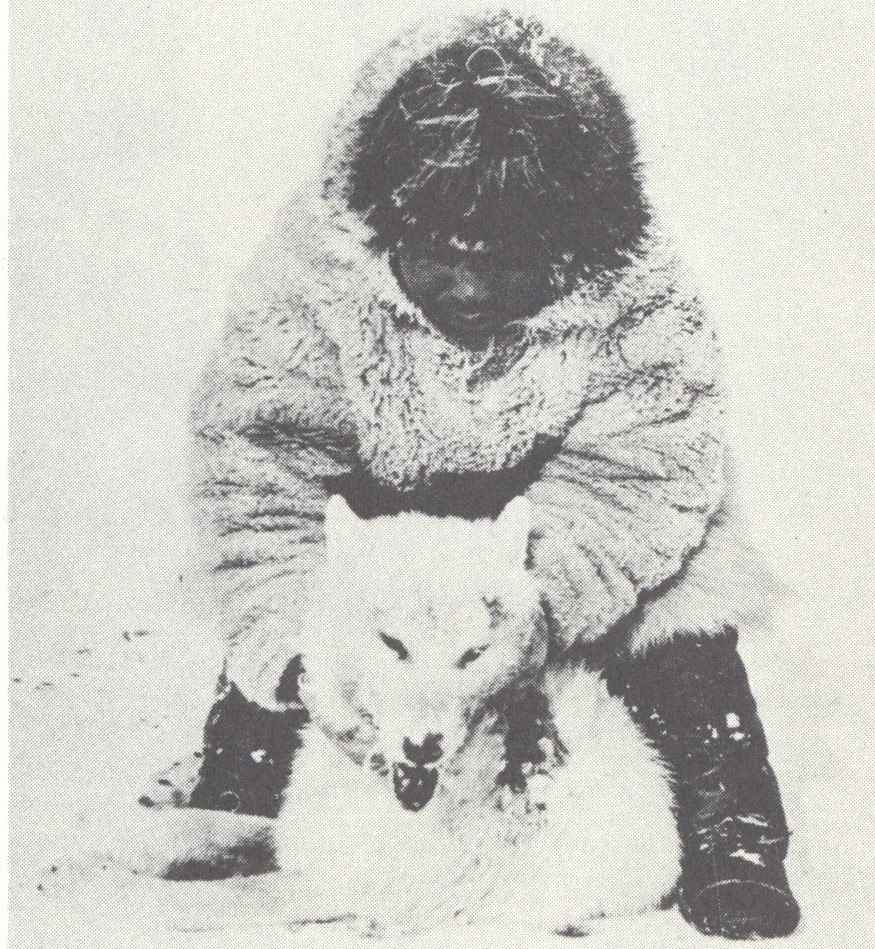
Chasseur Inuk ayant tué un loup en 1914 au Groenland. Image tirée du livre The Wolves of North America, Vol. I. d'Edward Alphonso Goldman, paru en 1944.
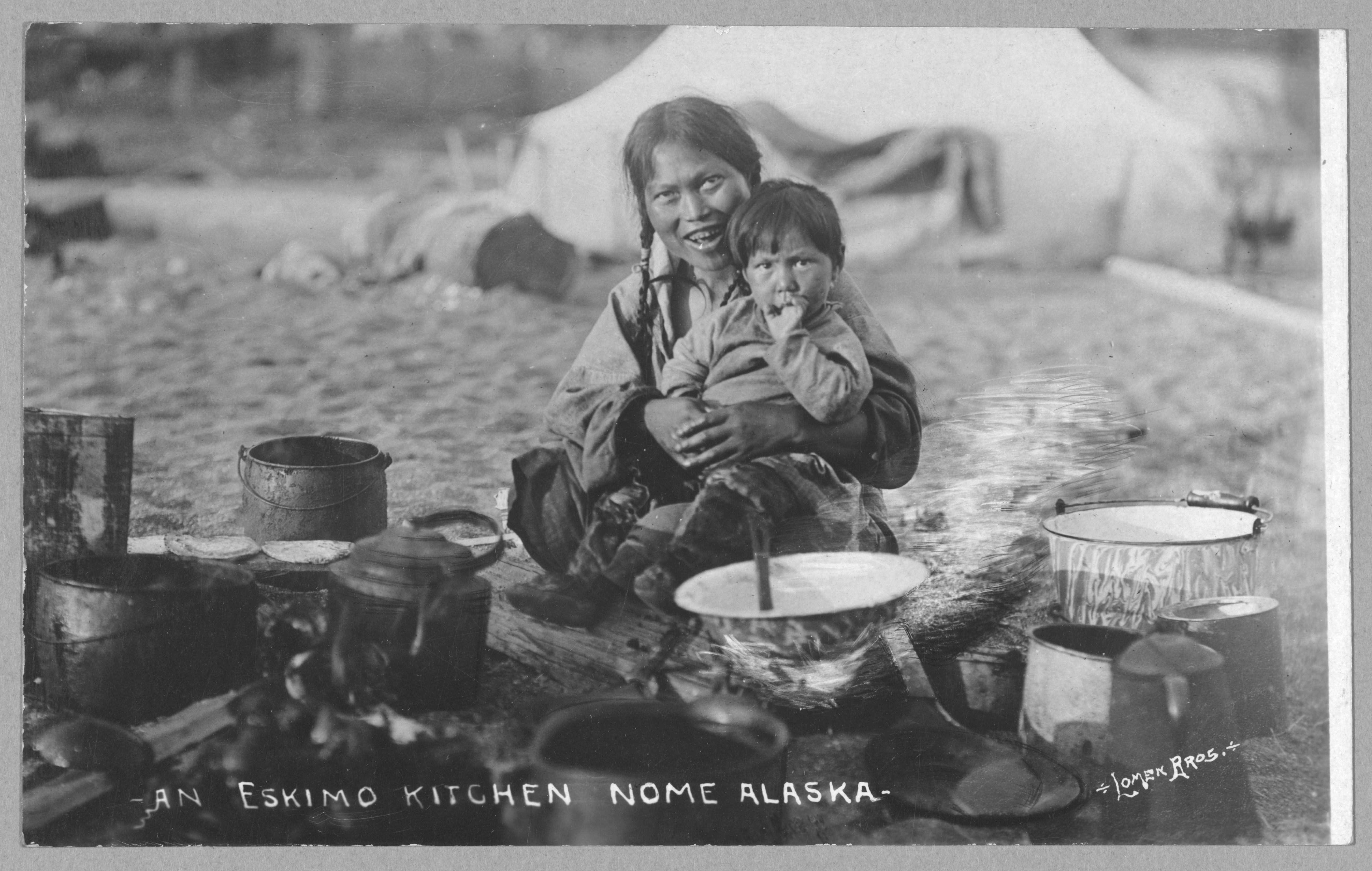
1916 – Femme inuk dans sa cuisine.
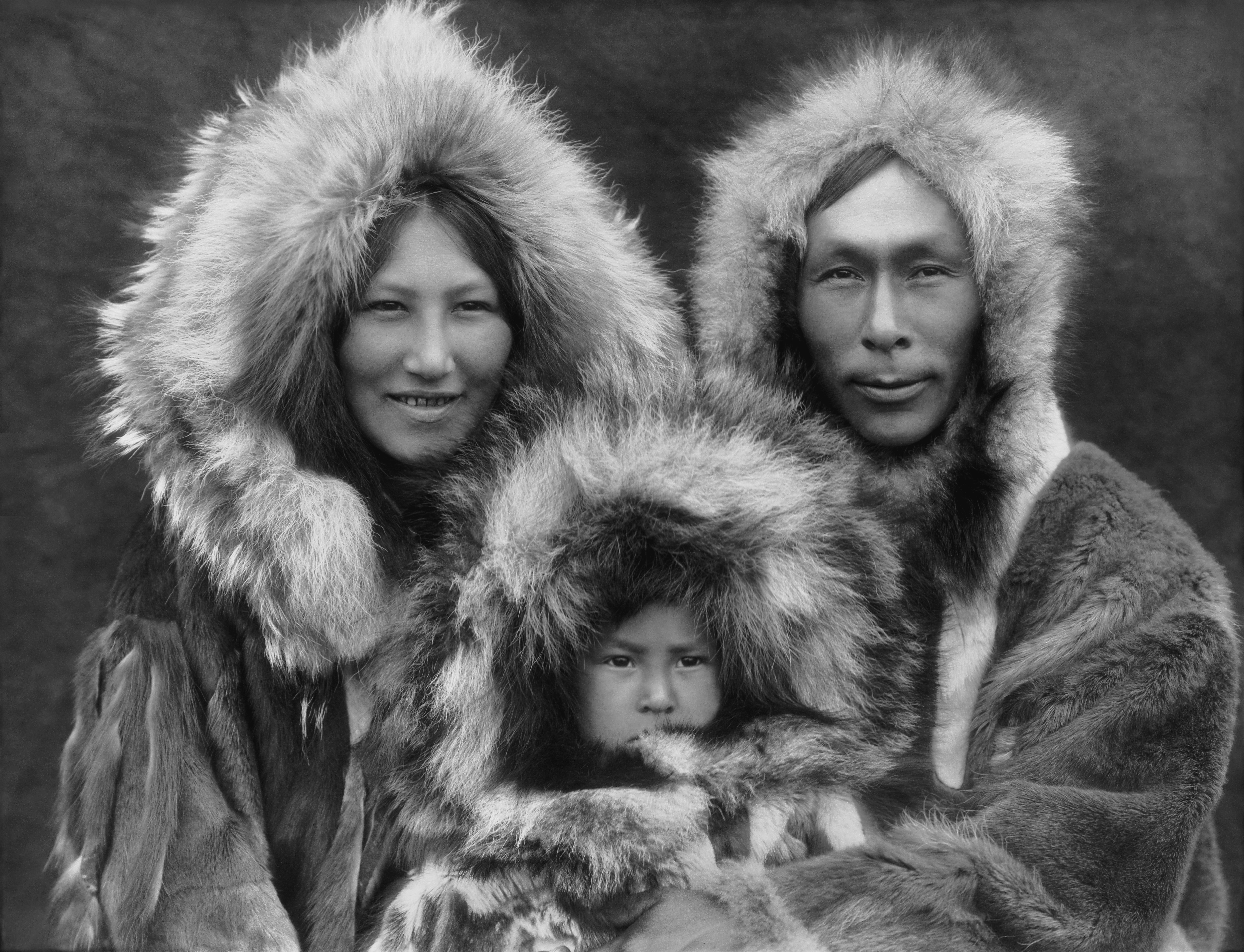
Famille inuk en 1929.
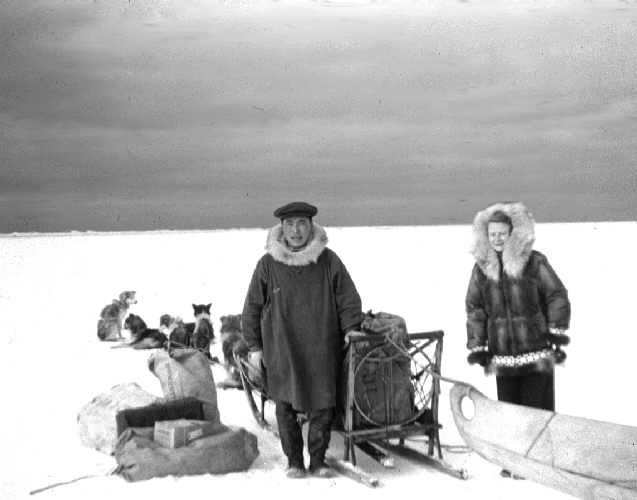
1956 – Inuit et son équipage.
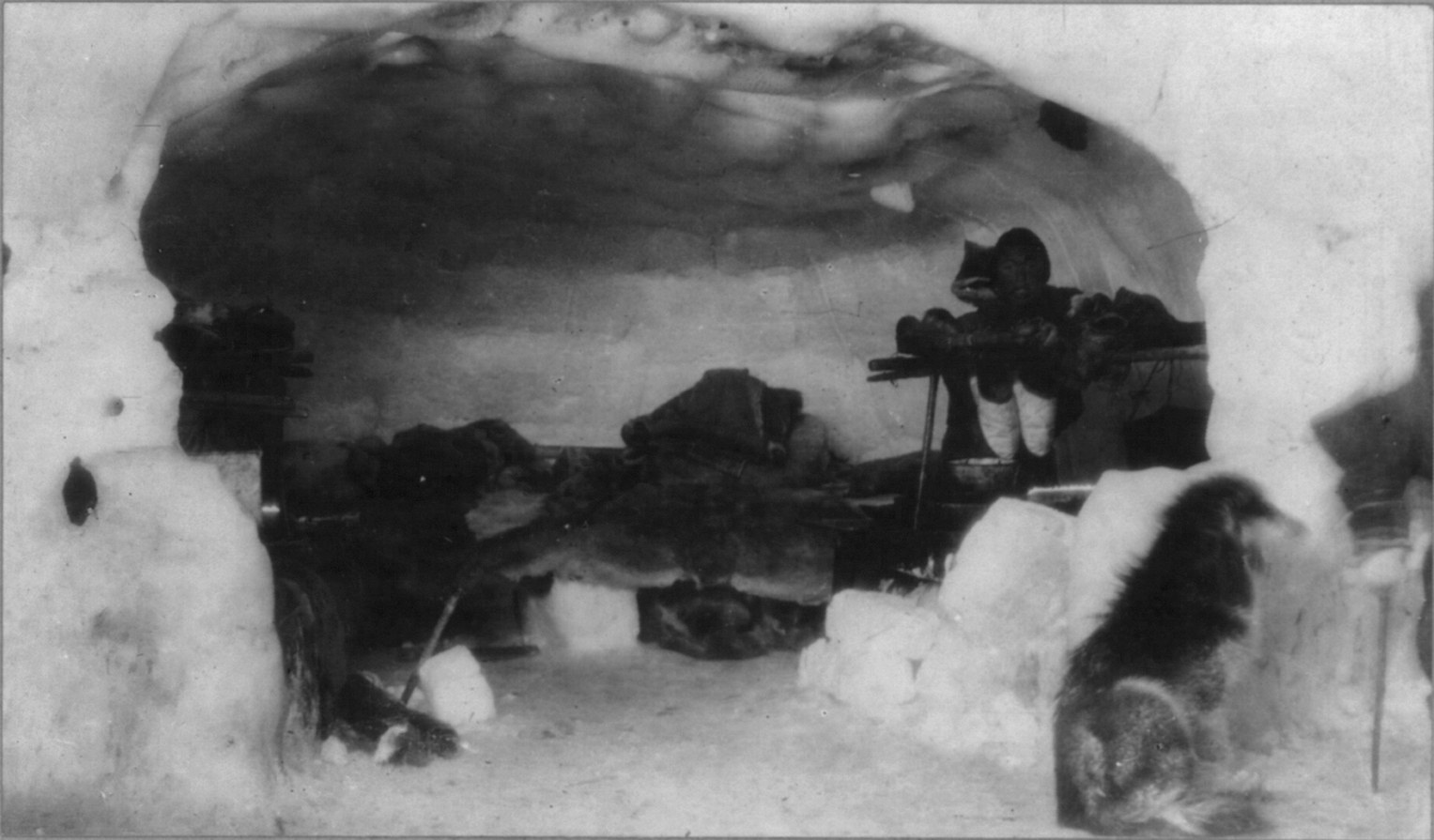
Intérieur d'un igloo.
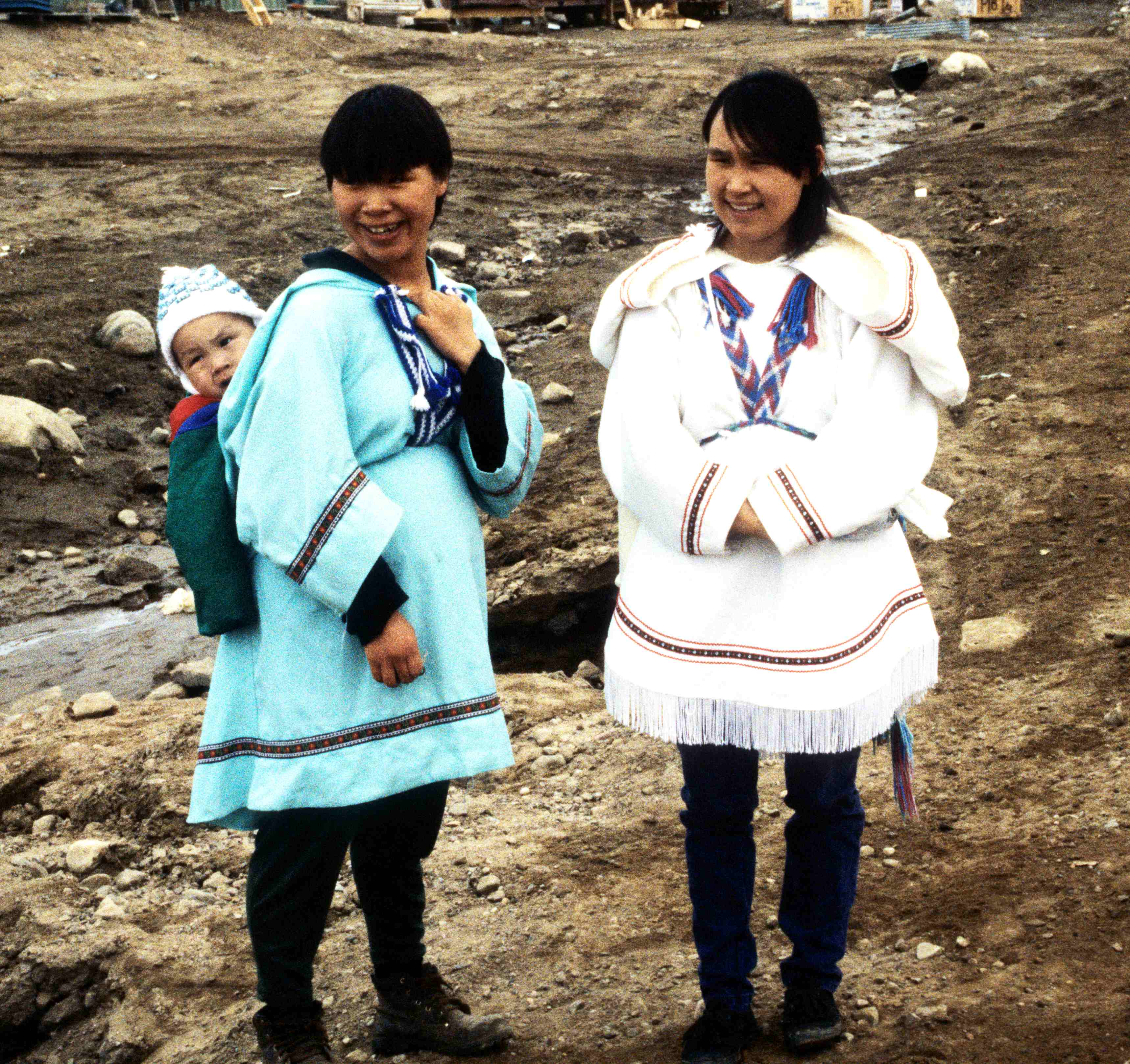
1995.
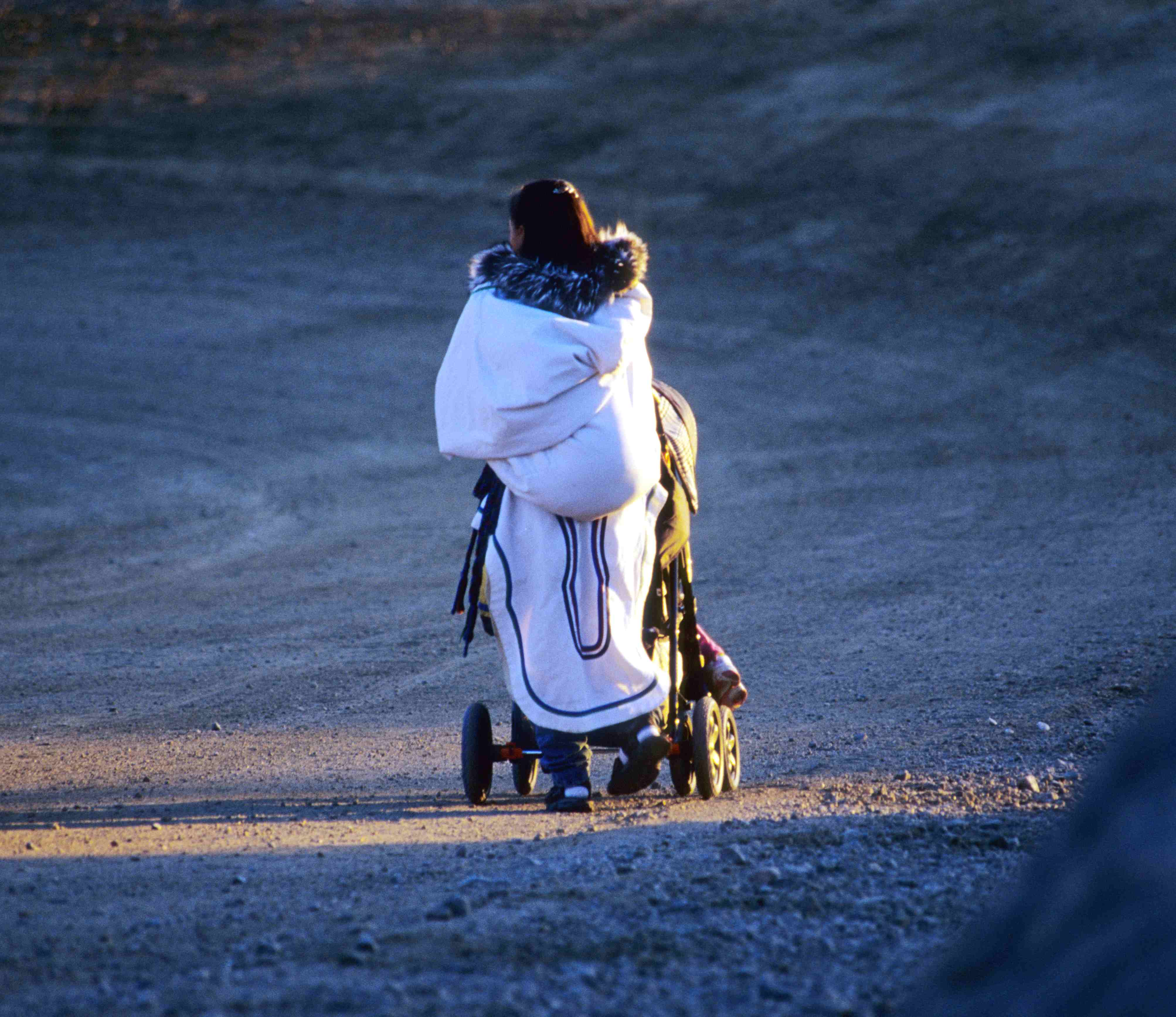
Portage du bébé.
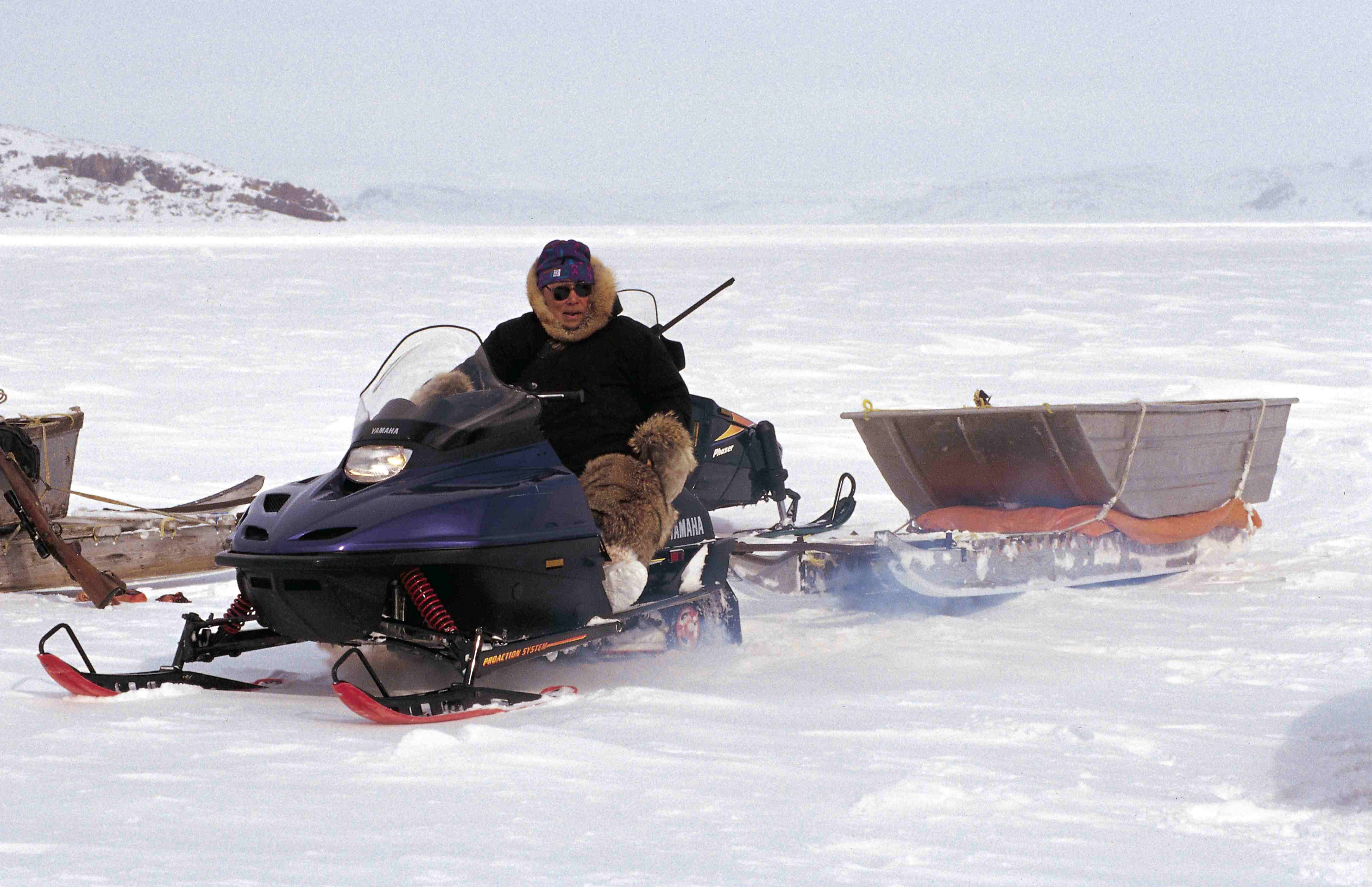
La chasse a été facilitée par le fusil puis la motoneige.

## Vie et culture dans l'Arctique

### Mode de vie
Le mode de vie traditionnel des Inuit est adapté à des conditions climatiques extrêmes. Leur survie dépend principalement de la chasse et du trappage, ainsi que de la fabrication d'abris et de vêtements chauds. Comme l'agriculture est impossible dans les millions de kilomètres carrés de la toundra et les côtes glacée de l'Amérique du Nord et du Groenland, la chasse est au cœur de la culture et de l'histoire des Inuit. Avec des harpons, des arcs et des flèches, ils sont à même de saisir des animaux de toute taille. Dans les villages modernes établis depuis quelques dizaines d'années, la vie quotidienne continue à refléter une culture multimillénaire de la chasse qui leur a permis de peupler l'Arctique depuis cinq mille ans.
Environ 80 % de la population inuite pratique encore la chasse et la pêche. La chasse leur fournit leur alimentation et joue un rôle important dans leur économie, surtout par la vente de la viande, de peaux et quelquefois de graisse. Depuis des siècles, les caribous jouent un rôle essentiel chez les Inuit, tant pour la nourriture que pour l'habillement : leur viande est centrale dans le régime alimentaire inuk et leur fourrure aux qualités isolantes exceptionnelles en fait un bien précieux lors des rudes hivers. Le commerce des fourrures, qui fournit l'essentiel des revenus, a beaucoup souffert quand, au début des années 1980, des campagnes de défense des animaux ont eu un impact marquant. De nos jours, les Inuit ont un quota à respecter.
Ce n'est que tout récemment que les Inuit ont commencé à considérer la chasse comme un travail à temps partiel, beaucoup d'entre eux ayant maintenant un emploi salarié, notamment dans l'industrie minière, gazière ou encore pétrolière.

### Langues inuites

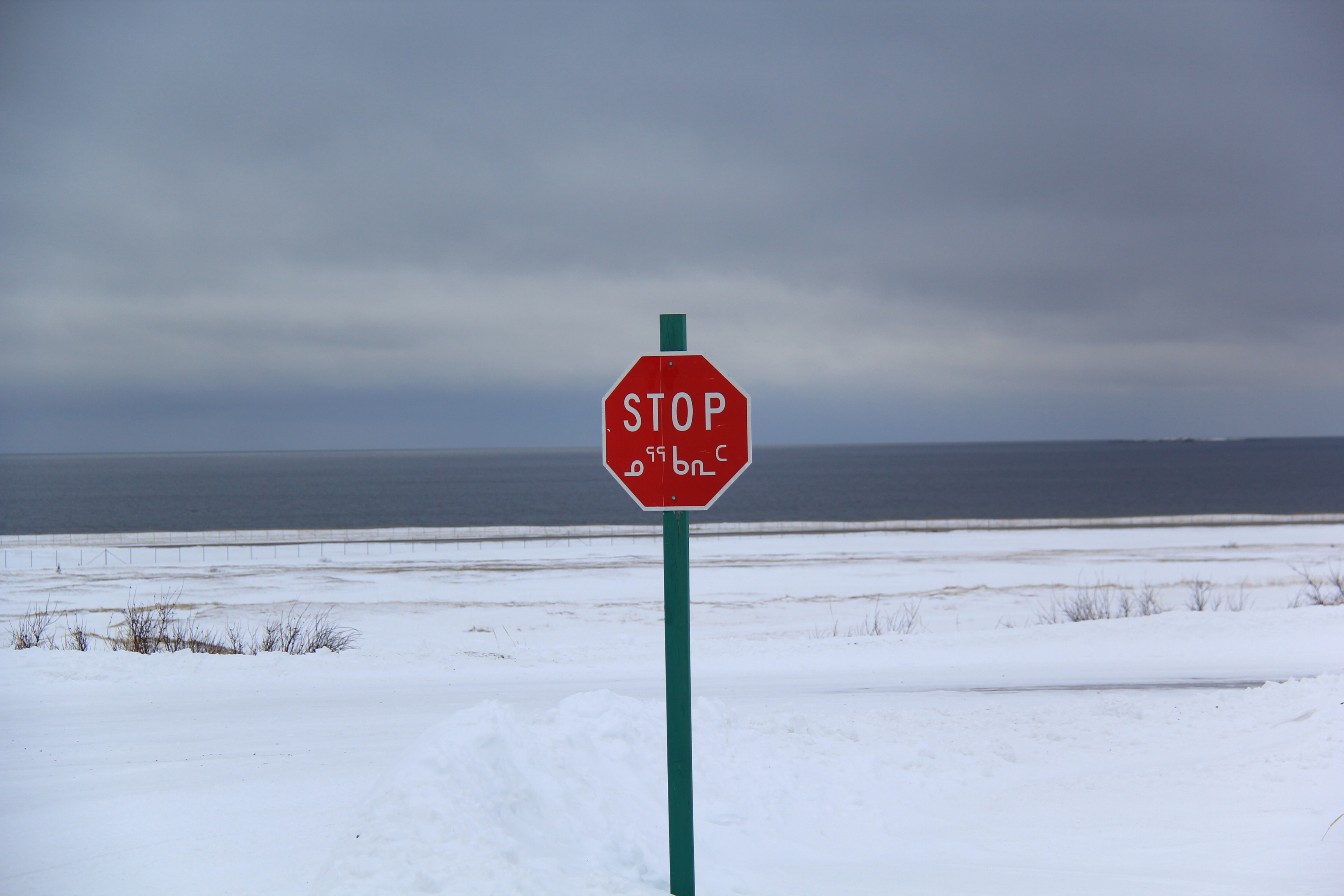
Signalisation routière bilingue en français/anglais et en inuktitut, au Nunavik (Québec).

Les Inuit parlent des langues de la famille linguistique eskimo-aléoute. La langue inuite est essentiellement orale. De génération en génération les mythes, récits, chants et formules chamaniques étaient transmis oralement. La langue devient écrite au XVIIIe siècle et au XIXe siècle avec l'arrivée des missionnaires au Canada afin de faciliter son adhésion au christianisme. Elle est transcrite en caractères latins dans les Territoires du Nord-Ouest et au Labrador. Au Nunavut et au Nunavik, la transcription se fait en caractères syllabiques. Actuellement, les caractères latins étant majoritaires, un projet veut imposer un système unique pour l'ensemble des Inuit. Au Nunavut, l'inuktitut (la langue officielle) est transcrite en caractères syllabiques. Elle est aujourd'hui un symbole identitaire. C'est aussi la langue d'enseignement jusqu'à la troisième année scolaire du primaire.
Au Nunavik, l'inuktitut n'est pas langue officielle mais il est toutefois reconnu dans l'administration. Il est enseigné jusqu'à la seconde année scolaire du primaire. Ensuite, les élèves choisissent une seconde langue d'enseignement.

### Mythologie inuite
La mythologie inuite connaît plusieurs similitudes avec certaines religions d'autres régions polaires. Des pratiques en matière religieuses traditionnelles des Inuit pourraient être très brièvement récapitulées comme une forme de chamanisme basée sur des principes animistes. La croyance en une « Terre-Mère spirituelle et nourricière » permet de parler d'une conception du monde holiste, où êtres humains et éléments naturels ne sont pas considérés comme des catégories de pensée distinctes.
Il est difficile d'aborder leur histoire de manière explicite et structurée parce que le peuple inuk a une tradition orale, et non écrite. Les mythes sont retranscrits de génération en génération, de bouche à oreilles, à travers des rites, des histoires mythifiées et des prescriptions.

### Art
L'inuksuk, un repère directionnel formé par un empilement artificiel de pierres (ou cairn), est devenu un des thèmes de l'art inuit, entre l'abstrait et le figuratif.
L’inuksuk n’est pas la seule forme d’art pratiquée par le peuple Inuk. En effet, il est possible de déterminer cinq grandes périodes distinctes qui définissent les courants d’art inuk.
La période pré-Dorset (2000 av. n. è. à 700 av. n. è.) : Les outils du quotidien comme les harpons, sont fabriqués avec une attention aux détails et à l’esthétisme.
La période Dorset (700 av. n. è. à 1000) : Cette période est caractérisée par l’influence des croyances sur l’art. On y trouve des masques miniatures en ivoire Tyara ainsi que des figurines.
La période Thulé (1000 à la fin du XIXe siècle) : La femme devient une source d’inspiration pour les artistes qui fabriquent pour elle divers objets d’art (peigne, bijoux, etc.).
La période historique (début du XIXe siècle au milieu du XXe siècle) : On voit l’apparition de jouets et de sculptures animalières. Les objets sont davantage mercantiles et perdent ainsi leur aspect mystique.
La période contemporaine (milieu du XXe siècle à aujourd’hui) : Durant cette période, la sculpture et la gravure deviennent des formes d’arts importantes. Ces techniques amènent l’apparition d’artistes ayant un style unique comme Kenojuak Ashevak.

### Musique
La musique traditionnelle se caractérise par un chant récitatif à ambitus restreint (d'une sixte), une mélodie favorisant les tierces et une rythmique complexe. On y distingue une musique vocale katajjaq et une musique à danser, toujours accompagnées de tambours. Ces productions musicales sont liées au chamanisme (cérémonie pour la chasse ou le jeu) ou à des considérations pratiques (berceuses).

### Alimentation, cuisine
La cuisine inuite traditionnelle est surtout composée d'aliments crus d'origine animale, provenant de la pêche et de la chasse et préparés dans le milieu naturel,,. On peut cependant cuisiner du bouillon de renne, de l'intestin de Caribou ou de la viande d'ours polaire, phoque, baleine et, en fonction de ce qu'offre le milieu de vie (banquise, forêt). Sont aussi confectionnées des galettes (banniques) faites de farine, de levain et de graisse de phoque. Des insectes peuvent enrichir le menu.
L'alimentation traditionnelle crue tend à disparaitre dans la plupart des communautés,, et elle contredit les recommandations alimentaires classiques autant que les systèmes alimentaires industriels modernes mais elle a fait ses preuves dans ce milieu. En particulier elle conférait une grande biodiversité au microbiote des Inuit,.

Une étude a récemment commencé à cartographier le microbiote d'une partie du gibier inuk (bœuf musqué, viande de caribou séchés, rumen et contenu intestinal du caribou, parasites larvaires des peaux de caribou…). Ce travail (qui a bénéficié des progrès de l'analyse de l'ADN environnemental) a montré que le froid et la dessiccation traditionnelles des viandes limitent efficacement la croissance microbienne sur les aliments conservés, et que le rumen de caribou est une source hautement diversifiée de microbes (biodégradant les lichens et les plantes notamment) et de sous-produits d'origine microbienne, vitamines notamment,. Il a ainsi été montré que le rumen de rennes norvégien contient jusqu'à 13,4 mg/ml de n-butyrate (moyenne 4,5 mg/ml pour 6 rumens analysés). La coprophagie de matières fécales issues d'herbivores, encore décrite par les ethnographes des années 1920 comme faisant partie du régime alimentaire traditionnel des Inuit au Groenland,, pourrait avoir été une stratégie d'apports nutritifs et microbiens supplémentaire. Les Inuit ont donc consommé des microbes adaptés à la bonne digestion de biomasse végétale quand ils mangeaient le rumen (l'un des rares aliments à base de plantes du régime traditionnel au Groenland). Le rumen fermenté du caribou est une matière végétale prédigérée, riche source de fibres végétales, de « bons microbes », et de nutriments pour les Inuit,.
L'intestin de caribou est aussi riche en protéines, graisse et fer.
L'alimentation des populations Nunamiut d'Alaska a longtemps dépendu (à 80 % environ) du caribou qui reste un gibier estival très apprécié, source de viande séchée pour l'hiver au Groenland.
Les larves de mouches Oestridae récoltées en tant que parasites des peaux de caribou étaient mangées lors du dépeçage du caribou.
Divers parasites sont également ingérés, provenant de l'environnement naturel.
Depuis la généralisation des armes à feu, un risque de saturnisme augmente (dû à l'ingestion de plomb directement ou indirectement (saturnisme animal) issu des munitions toxiques)

## Dans le monde

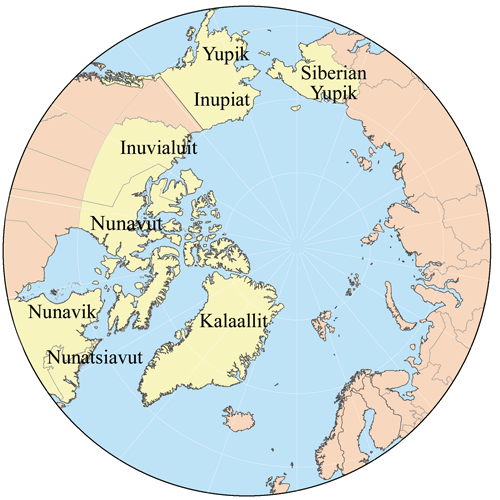
Conseil circumpolaire inuit.

### Alaska
Le 18 décembre 1971, les autochtones de l'Alaska saluaient le début d'une nouvelle ère. En effet, avec l'accord et la signature du président des États-Unis, les Inuit d'Alaska devenaient les heureux propriétaires de seize millions d'hectares et bénéficiaient d'une puissance économique considérable (le sous-sol étant rempli de richesses minières).
Actuellement, la population des Inuit d'Alaska est d'environ 24 000 habitants, principalement Yupiks et Inupiaqs. En Alaska, les populations inuites se sont très vite adaptées au mode de vie des Américains vivant en Alaska, appelés « out-siders ».

### Canada
La population inuite du Canada est composée d'environ 40 000 personnes. Dans le Grand Nord canadien, des Inuit ont réussi à créer à Kinngait une communauté aussi originale que prospère : ils y vivent de l'art. Naguère nomades, aujourd'hui sédentarisés, hommes et femmes esquimaux témoignent ainsi de la vitalité de leur peuple à travers sculptures et dessins que des musées exposent désormais des deux côtés de l'océan Atlantique.

#### Québec
| Villages nordiques | Population (2011) | Population (2016) |
| ------------------ | ----------------- | ----------------- |
| Akulivik           | 615               | 633               |
| Aupaluk            | 195               | 209               |
| Inukjuak           | 1 597             | 1 757             |
| Ivujivik           | 370               | 414               |
| Kangiqsualujjuaq   | 874               | 942               |
| Kangiqsujuaq       | 696               | 750               |
| Kangirsuk          | 549               | 567               |
| Kuujjuaq           | 2 375             | 2 754             |
| Kuujjuarapik       | 657               | 686               |
| Puvirnituq         | 1 692             | 1 779             |
| Quaqtaq            | 376               | 403               |
| Salluit            | 1 347             | 1 483             |
| Tasiujaq           | 303               | 369               |
| Umiujaq            | 444               | 442               |
| Total              | 12 090            | 13 188            |

#### Québec vers 1980
En 1980, les Inuit du Québec habitent presque tous au Nunavik. C’est le territoire couvrant le Nord du Québec.
Le Nunavik correspond au tiers de la superficie de la province et il compte plusieurs grands cours d'eau. La majorité des communautés sont situées près des rives de la baie d’Hudson, du détroit d’Hudson ou de la baie d’Ungava. On trouve quatorze villages inuits dans cette grande région. Kuujjuaq est l'un des plus grands villages.
La population inuite est très jeune, 64 % des Inuit ont moins de 25 ans en 1980.

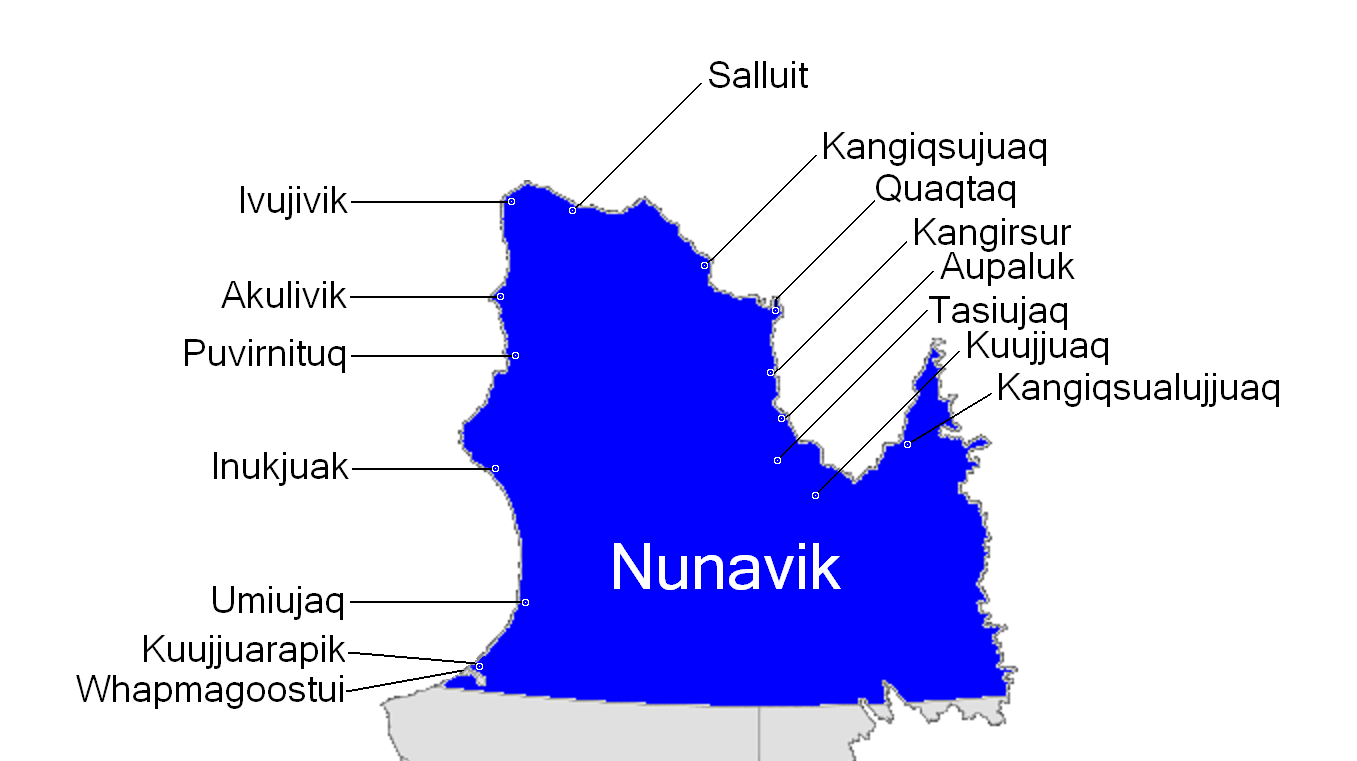
Le territoire des Inuit du Québec.

Chez les Inuit, ce sont les aînés qui sont responsables de transmettre la langue et la culture aux plus jeunes. Les personnes âgées représentent moins de 3 % de la population en 1980 ; elles sont connues pour leur sagesse. Les Inuit écrivent très peu, et ce sont les aînés qui gardent la tradition orale. Ils transmettent les valeurs et les traditions inuites à travers les histoires et les légendes qu’ils racontent aux plus jeunes.
Au Nunavik, la langue est l’inuktitut, ainsi que le français et l'anglais, mais l'inuktitut demeure la langue maternelle des Inuit qui forment la majorité de la population. Cette langue fait partie de la grande famille linguistique esquimaude-aléoute qui rassemble plus de vingt dialectes au Canada,.

### Groenland
Le Groenland est le principal fief inuit, avec 38 000 habitants. La majeure partie de la population se trouve dans l'Ouest du Groenland. Les Inuit du Groenland sont les Inuit les plus connus, et les plus observés. Leur population est en croissance et leur niveau de vie augmente.

### Savoirs vernaculaires dans la géographie
Les Inuit sont, avant tout, une population nomade depuis le IIIe millénaire av. J.-C. Les déplacements et l'occupation des différentes parties du territoire étaient liés aux variations saisonnières de la zone polaire (températures, luminosité, précipitations). De ces conditions météorologiques dépend l'activité de chasse essentielle à l'alimentation des Inuit : au cours des périodes d'été, la distance parcourue peut être plus longue, au cours de la période sombre, les déplacements sont limités.
Les Inuit circulent sur des dizaines de milliers de kilomètres, disposant de leur propre système toponymique ; on enregistre la traduction de 750 mots différents dont 713 ont pu être traduits en anglais puis en français à partir de l'innuinnaqtun, langue des Inuit.
Les Inuit parcourent un ensemble caractérisé par des couloirs de circulation fréquentés tout au long de l'année, en fonction des ressources disponibles. Durant chaque trajet, les Inuit évaluent les distances et mémorisent le trajet pour éviter de se perdre. Ils maîtrisent les différentes notions du paysage et les utilisent comme point de repère.
Les noms de lieux sont essentiels aux Inuit et par cette opération, ils baptisent le terrain. Les toponymes assurent la pérennité et l'humanisation de l'espace, ils occupent alors une place prépondérante dans la relation entre les Inuit et le territoire. Ces toponymes sont liés aux éléments géographiques et décrivent des caractéristiques pouvant être à la fois physiques ou humaines. Cette charge est un symbole de la culture inuite, car ils séparent le monde nommé et ce qui ne l'est pas.
On constate que le savoir géographique vernaculaire est de moins en moins mobilisé et difficilement transmissible, la sédentarisation remplace le mode de vie nomade et l'oubli de ces savoirs vernaculaires s'effectue de façon volontaire. La géographie vernaculaire est sur le point d'être effacée. Les relais de transmission que constituaient la langue inuite et cette culture ancestrale sont sur le point d'être abandonnés, provoquant une perte de repères pour la jeune génération inuite. L'école se calque sur le modèle occidental, elle joue un rôle moteur dans l'acquisition des connaissances, qui sont cependant limitées par le faible niveau de scolarisation. Ces derniers temps, on assiste à un regain d'intérêt pour le territoire ; cependant, il ne consiste qu'à un bref épisode de communion et non pas un retour à l'ancien mode de vie. Le lien avec le territoire est alors maintenu, mais c'est un lien très distendu.

## Hommage

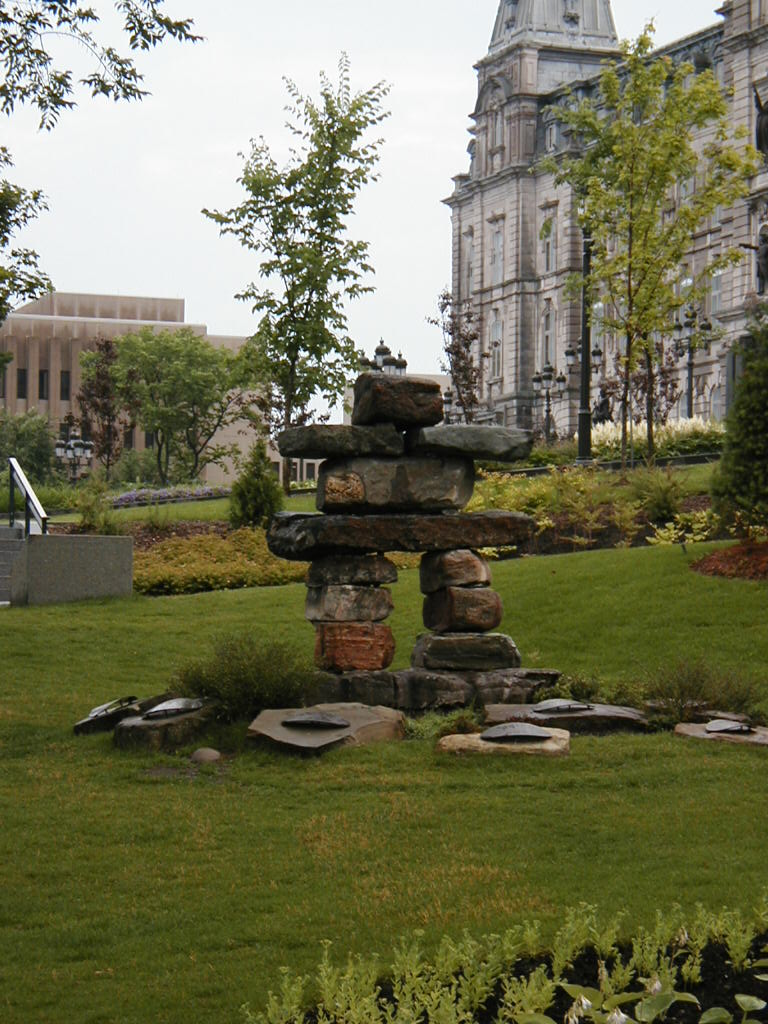
L'Inuksuk, devant l'Hôtel du Parlement, Québec.

Un inuksuk a été inauguré le 24 octobre 2002 sur la place de l'Assemblée nationale, à Québec, « en signe d'amitié entre la nation québécoise et la nation inuite ». L'œuvre d'art, de 2,5 mètres de hauteur a été réalisée en assemblant de grosses pierres en provenance des quatre coins du Nunavik.

### Filmographie
- Les derniers Rois de Thule de Jean  Malaurie, 52 min [présentation en ligne] : documentaire ;
- Au-delà de leurs rêves, 2007 : documentaire ;
- Les Inuits, peuple en détresse de Akli Aït  Abdullah : reportage ;
- Nanouk l'Esquimau de Robert  Flaherty, 1922 : documentaire.